# けものフレンズ (アニメ)
『けものフレンズ』は、けものフレンズプロジェクトによる『けものフレンズ』を原案とするテレビアニメ作品。2017年1月より3月までテレビ東京ほかで第1期が放送され、2019年1月より4月まで第2期『けものフレンズ2』がテレビ東京ほかで放送された。動物が人間の姿をした「フレンズ」と呼ばれる少女たちが暮らすサファリパーク型動物園「ジャパリパーク」を舞台に、パークに迷い込んだ迷子の正体や仲間がいる場所を知るための冒険と旅を描く。

## 概要
2017年1月より3月までテレビ東京ほかで放送された。
ストーリーはアニメオリジナルとなっており担当声優もモバイルゲーム版からほぼ一新されている。全12話で第1話放送前には実写特番が放送された。
アイキャッチでは、登場する動物の蘊蓄を動物園の飼育員などのスタッフが教えてくれる30秒の解説コーナーが2回（第1話のみ1回・最終話は無し）入る。男性は「おにいさん」、女性は「おねえさん」として、スタッフの姓と、所属する動物園等の施設名及び所在地（日本国内の物は都道府県、外国は国名）が平仮名表記される。紹介される施設は動物園（動物公園や動植物園など、公園や植物園などの動物園以外の機能や名称である複合施設を含む）だけでなく、水族館や保護施設・牧場・動物カフェ・未確認動物の資料館・競馬場などがあり、外国語による解説には翻訳字幕が表示される。
3月13日には4月1日から開始された『あにてれ』の有料コンテンツとして、オリジナルコンテンツの配信が決定した。これとは別に最終回放送後の3月29日に、新作映像の制作が決定した。さらに、新プロジェクトも企画されることが発表された。また、最終話放送の翌週・4月5日の同時間帯にはニコニコ動画、YouTubeで、監督のたつきによる自主制作の短編、12.1話「ばすてき」が配信されている。2017年8月9日には日本中央競馬会とのコラボ企画「ウマのフレンズ」のHPにて、新作コラボアニメの『すぺしゃる動画「けいばじょう」』が配信された。また、2017年6月7日に発売されたCD『けものフレンズ ドラマ&キャラクターソングアルバム「Japari Café」』にアルバム限定でオリジナルドラマ「ジャパリまんがり」が収録された。

## ストーリー
| 話数 | サブタイトル       |
| --- | ------------------ |
| 01 | さばんなちほー     |
| ジャパリパークの「さばんなちほー」に暮らす「フレンズ」であるサーバルはある日、自分の縄張りに現れたひとりの迷子を見つける。自分が何者なのか、どこから来たのかの記憶を持たない迷子に対し、彼女は迷子の持ち物にちなんだ「かばん」という名前をつける。サーバルはかばんに対し、「図書館」に行けば何かが分かるかもしれないと提案し、道案内を申し出る。カバとの邂逅を経て二人は出口のゲートまでたどり着くも、そこでアードウルフの悲鳴を聞く。ゲートの前にいたのはフレンズの天敵ともいうべき巨大なセルリアンであった。サーバルはセルリアンに立ち向かうが弱点である「石」を見つけられないことに困惑する。かばんは石がセルリアンの背部にあることを見つけ、紙飛行機に注意を向けさせることによってそれを倒すことに成功する。じゃんぐるちほーへと足をすすめるのち、かばんは後を追ってきたサーバルと再会する。二人は道中、サーバルに「ボス」と呼ばれ自らを「ラッキービースト」と呼ぶ存在と出会う。かばんに対して語りかける「ボス」を見てサーバルは仰天する。また一方で、アライグマとフェネックはパークを「危機」から守るために彼女らを追いかけはじめる。 |                    |
| 02 | じゃんぐるちほー   |
| サーバルらはラッキービーストのガイドのもとジャングルを探検しながら、効率よくパークを散策するために必要な「ジャパリバス」を探し、その道中でさまざまなジャングルのフレンズと交流する。コツメカワウソとジャガーの協力のもと彼女らはバスを見つけるが、バスの運転席と客車は川に隔てられるかたちで打ち捨てられており、二つを再びつなげ直すのは非常に困難なように思われた。かばんは川に橋を架け、サーバルに運転席を運んでもらうことによってこの問題を解決する。かくしてバスは本来の姿を取り戻したが、エンジンを動かすための電池が切れていることが判明する。二人は電池を充電するために「こうざん」の頂上にある「ジャパリカフェ」に向かう。 |                    |
| 03 | こうざん           |
| ラッキービーストはロープウェイで山頂に向かうことを提案するも、それは使用不能になっていた。かばんはトキの助けを借りてこうざんの頂上にあるジャパリカフェに向かい、カフェを運営するアルパカ・スリの熱烈な歓迎を受ける。電池を充電する間、かばんは草を刈り、カフェにより多くの客を呼び込むための目印として地上絵を描く。電池が完全に充電されたのち、二人はバスに乗ってじゃんぐるちほーを離れる。アライグマたちは彼女らの行き先をカバに聞きつつ先を急ぐ。 |                    |
| 04 | さばくちほー       |
| ふたりは砂嵐で出会ったスナネコにねぐらとしている洞窟へと案内された後、洞窟のさらに奥にある「遺跡」へと行き着き、遺跡調査中だというツチノコと出会うが、サーバルがツチノコが設置したドアストッパーを蹴り飛ばしたことで、3人は「地下迷宮」に閉じ込められてしまう。出口を求めて歩きまわっているところに、迷宮内に潜んでいた赤いセルリアンに遭遇し追われるが、橋の真ん中が老朽化していることを知っていたツチノコの策によってセルリアンの追跡をやりすごし、かばんが非常口を発見して地下迷宮を脱出する。出口で待っていたラッキービーストがかばんに話しかけるのを見て、ツチノコはかばんの正体に感づく。 |                    |
| 05 | こはん             |
| 「こはん」では、サーバルが運転するジャパリバスを、切り出されていた木材にぶつけ倒してしまったことで知り合ったアメリカビーバーがログハウスを作るのを一行が手伝うことになる。木を取りに行く際に出会ったオグロプレーリードッグも家作りに加わる。かばんは、計画性はあるが心配性のビーバーが模型作りと指示に専念し、行動力はあるが行き当たりばったりのプレーリーが建築を実行するという適材適所の協力案を出し、ログハウス作りを成功させる。 |                    |
| 06 | へいげん           |
| ライオンとヘラジカによる「へいげんちほー」の縄張り争いに巻き込まれた一行は、不審者としてライオン陣営の城に連行されてしまう。連勝中のライオンに、実は争いたくないという真意を聞いたかばんは、次戦のために怪我をする者が出ない安全なルールを定める。ヘラジカ側に加勢したかばんたちは、パンサーカメレオンの助けを得て城への侵入に成功する。ライオンとヘラジカの一騎打ちで引き分けて両陣営が和解したあと、紙風船を蹴って遊ぶ蹴鞠のような遊びをかばんが提案し、全員一丸となって遊ぶ。様子を見ていたハシビロコウは、かばんが「ヒト」ではないかと指摘する。 |                    |
| 07 | じゃぱりとしょかん |
| しんりんちほーにやって来たかばんたちは、クイズの森において看板に書かれた設問を読み、図書館にたどり着く。アフリカオオコノハズク（博士）とワシミミズク（助手）に、かばんの正体を教える条件として「料理」を要求され、かばんは用意されていた食材と識字力を駆使して、図書館の本に載っていたレシピの中からカレーを作り上げる。要求を充たしたかばんは、「博士」からヒトと断定され、少なくとも「博士」たちが知っているところにはヒトは絶滅してもういないこと、ヒトを探すにはヒトに適したちほーに行くのがよいことを教えられる。料理の特典として、ペンギンフレンズの人気アイドルユニット「PPP（ペパプ）」ライブのプラチナチケットをもらったため、一行は「みずべちほー」に向かう。 |                    |
| 08 | ぺぱぷらいぶ       |
| ライブ会場に着くと、たくさんのファンであるフレンズが集まっていた。かばんとサーバルは会場の樹の上で知り合ったマーゲイがPPPの大ファンであったため、一緒にプラチナチケットの特典である楽屋見学に行きPPPのメンバーに会う。ライブ直前にロイヤルペンギン（プリンセス）が逃げ出すハプニングが起こるが、サーバルらの説得とマーゲイの機転により「プリンセス」はステージ上の仲間と合流する。ライブの成功後、PPPのメンバーにヒトを最後に見たのは港だと聞き、港に向かう。 |                    |
| 09 | ゆきやまちほー     |
| 雪山を登って温泉の源泉を見に行く道中、発生した吹雪により一行は遭難しかけるが、かばんがラッキービーストが雪山解説の際に言っていたかまくらを作るのを思いつき、その中に避難する。吹雪をやり過ごしている間にかまくらにやってきたギンギツネとキタキツネに、ふたりが温泉宿に住んでおり、調子の悪くなっていた温泉施設の装置を直すために源泉に行く途中であることを聞いた一行は、ふたりと同行することにする。装置はたまっていた湯の花を取り除いて修復できたものの、地鳴りとともに多量の紫色のセルリアンが襲来し一行は危機に陥る。かばんの発案で大きなたらいと木の板でソリを作って協力し難を逃れ、無事に温泉宿に着いたかばんとサーバルは先に復活した温泉に入浴していたカピバラと共に温泉を楽しむ。 |                    |
| 10 | ろっじ             |
| 海辺に向かう途中で一泊することにした一行は、アリツカゲラの切り盛りするロッジ「アリツカ」に泊まるが、ロッジで騒ぎが起きる。アリツカゲラを皮切りに宿泊しているタイリクオオカミやアミメキリンも不審な白い影を目撃し、ついにかばんとサーバルもその影を見てしまう。幽霊やフレンズ型のセルリアンなどその正体が取り沙汰される中、かばんはラッキービーストがこれまでも時々投写再生してきたミライの記録映像が影の正体だと思い至り、怪事件を解決する。しかし検証のための確認作業では綺麗な昔のロッジが映り、ミライだけでなくサーバルのフレンズまでが投写される。それはこれまでのサーバルとは別の声であった。 事件解決後にロッジを出発し港に着くが、そこにヒトは見当たらない。かばんは船に乗り込むと、パークの外にヒトを探しに行ってみたいと思い、海の向こうを目指すことを決意する。 |                    |
| 11 | せるりあん         |
| そのとき、大きな音が響き渡り、セルリアンを退治するハンターであるキンシコウ・ヒグマ・リカオンのフレンズに出会ったかばんたちは、巨大な黒いセルリアンがうろついていることを知る。山の噴火が活発化すると、ラッキービーストは自らが「パークガイドロボット」であることを明かし、かばんを「お客様」として扱って「ひのでこう」に避難するよう指示するが、かばんはそれを拒み、黒いセルリアンの襲撃にパークの危機を心配し、ミライの記録映像から黒いセルリアンを退治するための情報を得たかばんに、ラッキービーストは「暫定パークガイド」としての権限を付与する。かばん一行に追いついたアライグマたちの協力で、黒いセルリアンの活動にとって重要と推測されている火口から噴出するサンドスター・ロウを、埋まっていた「四神」のフィルターで封じ込めることに成功するが、海へと誘導する作戦中にサーバルが黒いセルリアンに飲み込まれる。決死の行動でかばんはサーバルを救出することには成功したものの、自身が食べられてしまうのだった。 |                    |
| 12 | ゆうえんち         |
| 意識を取り戻したサーバルは、かばんを助けるために黒いセルリアンに挑もうとするが、ヒグマに止められる。しかしラッキービーストの提案により、サーバルとヒグマがセルリアンに挑み、これまでの旅で出会ったフレンズたちが集結する。みんなの助けを借りて黒いセルリアンの中にいたかばんを救出するが、既にフレンズ化が解けて動物に戻りつつあった。しかし、フレンズは「動物がヒト化したもの」であるため、ヒトのフレンズであるかばんは記憶を保ったままヒトの姿に戻り、サーバルらと再会を喜び合う。一方、黒いセルリアンはラッキービーストによって動かされる燃える船に誘い込まれ、海に浸かったことで溶岩になって消滅するが、ラッキービーストも船とともに海に沈没してしまう。かばんがフレンズたちとラッキービーストを探すと、今までのように会話のできる部品を見つけることができたのだった。 黒いセルリアンを倒して1ヶ月後、ゆうえんちにて「無事セルリアンを倒せた＆かばん何の動物か分かっておめでとうの会」が開かれる。そこでフレンズらが海上を走れるように改造したジャパリバスをかばんに贈る。かばんはラッキービーストを腕に海へ旅立ち、キョウシュウを後にしてゴコクエリアに向かう途中追いかけて来たサーバル達と合流。そして海上でかばん達がマイルカのフレンズに声をかけられた所で物語は終幕する。 |                    |

## 登場キャラクター

### メインキャラクター
かばん
声 - 内田彩
アニメオリジナルキャラクターであり主人公的存在。一人称は「ボク」。ジャパリパークのさばんなちほーに現れた所をサーバルに発見された迷子。自分の名前や、どこから来たのか、自分がなんの動物なのか覚えていない。右側に羽根飾りを挿した帽子を被っている。大きなかばん（リュック）を背負っていた事からサーバルに「かばん（ちゃん）」と名付けられ、図書館で正体がヒトであると判明した後もそう呼ばれる。
自分が何の動物のフレンズか知るためにサーバルやラッキービーストと共にジャパリ図書館に向かい、道中ではフレンズの力を借りつつ、アイデアや工夫で困難を切り抜ける。
他のフレンズに比べて身体能力は低いものの、持久力が高い。木登りも下手だったが、サーバルから習って次第に上達していく。セルリアンの注意を引きつけるためにパンフレットで紙飛行機を折ったり、橋の残骸とつるを利用して簡易的な浮き橋にするなど知恵が回って機転が利く。また、聴覚が発達したサーバルや機械であるラッキービーストが耐えられない怪音波のトキの歌を平然と聴くことができる。他のフレンズたちと違い、火を恐れずに扱うことができる。疑問や悩みによって不安な心理状態に陥りやすく、他のフレンズの特技や身体能力と自分を比較し、劣等感をもったり卑下することも多いが、大抵の場合はサーバルのポジティブな言動で持ち直している。

第11話でセルリアンに食べられたことでフレンズ化が解けたあとヒトの姿に戻ってからも記憶は保持されているが、手足の衣類が消失するなどの差異がある。サーバルら他のフレンズから直近の噴火で発生したサンドスターにより生まれたフレンズと思われていたが、第12話にてミライの帽子に付着した体毛にサンドスターが当たって生まれたヒトのフレンズであったことが判明する。
サーバル（Serval Cat）
声 - 尾崎由香
ネコ目ネコ科ネコ属。
さばんなちほーで迷子になっていたかばんと最初に出会い、以降行動を共にする。明るく前向きな性格で、初めて知ることや体験することに「すごーい！」「たのしー！」とよく発し、総じてポジティブな視点を持ち、それによって何かとネガティブになりやすいかばんの救いとなっている。
鋭いツメを持ち、足が速く、聴覚と嗅覚に優れているが、おっちょこちょいな性格で全部台無しになっている。フォッサいわく「さばんなちほーのトラブルメーカー」。
爪による攻撃に、ジャパリバスのトラクターを持ち上げる腕力や高いジャンプ力を持つが、かばんと比べて持久力が無く息切れしやすい。狩りごっこが大好き。木登りが得意。夜行性だが、昼間も普通に行動している。身体はとても丈夫で、断崖から落ちたりジャパリバスに轢ねられたりしても無傷である。
フェネック（Fennec）
声 - 本宮佳奈
ネコ目イヌ科キツネ属。
アライグマと行動を共にしている。せっかちなアライグマとは対照的に冷静でマイペースな性格。元々砂漠に暮らす動物で大きい耳が熱を逃がすため、さばくちほーの暑さにも平気である。アライグマがいつも突っ走るので、星や太陽の位置を覚え方角を把握している。
アライグマ（Common raccoon）
声 - 小野早稀
ネコ目アライグマ科アライグマ属。
フェネックと共にかばんを追っている。語尾に「なのだ」をつけて喋る。一人称は「アライさん」で、フェネックやかばんからもそう呼ばれる。自分が拾って持っていた「帽子」を盗んだ帽子泥棒を捕まえようと追っているが、フェネックからは多分勘違いと言われている。帽子泥棒の正体を知らないため、結果的に目的の帽子を被っているかばんのあとを追うことになる。追跡中に各地で耳にする「かばん」と「帽子泥棒」は別人だと思っており、「かばん」がトラブルを解決してフレンズを助けているという話を聞き、「かばんさん」と呼んで尊敬の念を抱く。第11話において、サンドスターの噴火口がある山頂でかばんを見つけて飛びかかるが、事情を察したフェネックに諭され、「帽子泥棒」が「かばん」と同一人物であり、かばんが帽子を盗んだわけではないと認めて謝る。
非常にせっかちで無鉄砲であり、他のフレンズの言うことをあまり聞かず、暴走（フェネック曰く「あさっての方向に全力疾走」）することがよくある。フレンズの中でもひときわ「天然」であり、「博士」と「助手」に馬鹿にされたりもしている。
かばんの帽子に付いている青緑色の羽根飾りに似た赤い羽根を持っていて、かばんと出会った際にかばんから奪った帽子に挿したが、帽子泥棒の誤解が解けたことにより、挿した羽根ごと帽子をかばんに返す。第12話でアライグマが帽子を失ったときの回想から、かばんのフレンズ化の実態が判明する。
山に埋設された「フレンズや『私たち（ラッキービーストから出る謎の声の主）』にとって、とても大事なもの」を探していたが、山頂でかばんたちと埋まっていた「四神」を見つける。
ラッキービースト
声 - 内田彩
フレンズたちより小型のパークガイドロボット。電子音（ロボ声）で話す。ボディは淡い青色をしており、頭部に耳のような突起と、後ろには縞模様の尻尾がある。前面には目のような部位とレンズ状のパーツが付いており、胴体にはベルトを巻いている。腕や手に相当する部位はないが、耳の部分で物体を持つ描写がある。3本指の足を持ち、移動の際は独特のピコピコした足音が鳴る。
サーバル、ジャガー、スナネコ、アライグマ、アメリカビーバーなどのフレンズからは「ボス」、かばんには「ラッキーさん」と呼ばれている。
かばんたちを案内しているラッキービーストの他にも同じ見た目の個体がたくさんおり、ラッキービースト同士で通信ができる。「みずべちほー」のPPPのライブ会場では、集まっていたフレンズにじゃぱりまんを配布している別の個体がおり、ラッキービースト同士が出会うことは滅多にないため、かばんも実際に目撃するまでラッキービーストが複数存在していることに気付かなかった。浜辺にいた別の個体がかばんと出会った際、かばん一行の個体の初対面時と同じ応答を行っている。多数のラッキービーストにより、パーク内のフレンズの生育環境維持が行われている。ジャパリバスや船などの乗り物とリンクして半自動運転ができるほか、草刈りやパーク内の施設の整備も行っている。
生態系の維持が原則のためフレンズに干渉しない。ただし、ヒトに危険が迫った緊急事態対応時のみフレンズへの干渉が許可されており、フレンズと会話を交わしたり、他の個体と通信することで、全フレンズに干渉を行うことができる。なお、通信した個体同士で記録や記憶を共有するわけではない。
かばんと同行したラッキービースト
かばんに対してのみ言葉を発し、サーバルらフレンズとは一切会話をしない。かばんに対するサーバルの相づちやその逆に合わせた返答や案内を行うこともあり、全く反応しないわけではないが、かばんが眠っている場合では無言になる。そのため、ほとんどのフレンズたちはボスが喋れることを知らなかった。
ジャパリパークの動物や植物、地理、機械など様々なことに詳しく、かばんたちが何か知らないものを見掛けると都度ガイドをしてくれる。しかしパーク閉園後の園内状況の変化の情報更新に対応しておらず、道がなくなっていたり事故が発生したり、ロープウェイなど設備が故障していて使用不可能になっているなど、アクシデントに陥ると警報音を鳴らし「アワワワワ、アワワワワ……」「検索中…… 検索中……」と言ってフリーズしてしまう。サンドスター・ロウが放出される緊急事態の場合はサイレンを発し耳のあたりが赤く光り、事務的な口調に変わる。
時折、かばんの被っている帽子や遺跡（アトラクション）に反応し、目を光らせて、普段の電子音ではない声で喋り始めることがある。これは内蔵されている録画再生機能によるもので、目からは記録された映像を投映することができる。再生録画のミライの会話内容からは、ミライといた当時も機能不調が発現していたことが示されている。
ミライ
声 - 内田彩
パークガイド。ラッキービーストから時々聞こえる声の主。ラッキービーストから投映された映像によるとメガネをかけ、左右側面に羽根飾りを挿したサファリハットを被っている女性。セルリアンの調査をしており映像の中では後述のサーバルやカラカルと会話している様子が流れる。
職員としてパークの危機に悩み、結局自分を含め人間はパークから退去する事になったが、四神やサンドスター・ロウや黒いセルリアンについての詳細なメッセージをメモ代わりとしてのラッキービーストに残す。
第11話までラッキービースト及びミライの声優は「？？？」で伏せられており、第12話のエンディングクレジットで初めて公表された。
サーバル（映像内）
声 - 野中藍
ラッキービーストの映す映像の中で、ミライと共に映っていたサーバル。かばんと一緒にいる現在のサーバルとうり二つだが、サーバル自身はラッキービーストが投映している映像の内容については知らないと言い、同じ種類だが別のフレンズだろうと語っている。カラカルと共にミライのサポートを行っていた。温泉を海と勘違いするなど、現在のサーバルと同じ反応をしていた。また、ロッジアリツカではこの映像内のサーバルの声を聞いてサーバルはなぜか涙を流している。

PPP（ペパプ）
「PENGUINS Performance Project.（ペンギン・パフォーマンス・プロジェクト）」の略。ジャパリパークのアイドルユニット。各話エンディング後の「PPP予告」パート担当のほか、主題歌や挿入歌も一部担当している。
過去に2度解散していて、現在のメンバーは3代目。「プリンセス」が皆に声をかけて新しいメンバーで再結成した。再結成してから約1年でイベント初日を迎える。イベント初日は立ち上げのお披露目と次週のライブ告知を行った。「プリンセス」以外の3代目PPPのメンバーは、初代と2代目メンバーの中に、ロイヤルペンギンがいなかったことは知らず、マーゲイがそのことを告げたためにライブ直前に「プリンセス」が逃げ出すハプニングがあったが、かばんたちの協力やマーゲイの機転で「プリンセス」はライブに戻り、ライブは大成功する。
「じゃぱりまんがり」では主要なキャラクターとして登場し、PPPの視点でストーリーが進行する。プリンセス・コウテイ・ジェーン・イワビー・フルルの順番となっている。
ロイヤルペンギン（Royal penguin）
声 - 佐々木未来
ペンギン目ペンギン科マカロニペンギン属。
愛称「プリンセス」。センターポジション担当の中心人物で、PPPの支柱的存在。こうしてイベントができるように何度も博士に頼み込んでいた。責任感が強く、立ち上げたときから、振り付けや曲について遅くまで調べたり、皆に教えるために人一倍練習してメンバーを引っ張ってきた。マーゲイにPPPは初代は4人、2代目は3人であり、元々5人グループではなかったと指摘されたことに動揺して、ライブ直前に逃げ出してしまう。今までいなかったロイヤルペンギンが観客にどう思われるか恐れを抱き、皆を無理に巻き込んだことを気にしていたが、かばんたちの協力やマーゲイの機転でライブに戻る。
第12話では宴会の司会も務めている。
コウテイペンギン（Emperor penguin）
声 - 根本流風
ペンギン目ペンギン科コウテイペンギン属。
愛称「コウテイ」。PPPのリーダーで自分に厳しく、真面目でストイックな性格。本人はあまり乗り気ではないが「プリンセス」からの勧めでリーダーを担当している。お披露目は緊張し過ぎて、バックステージに下がってから立ったまま白目を剥いて気絶し、その後の練習でも自分の発言にプレッシャーを感じてまた白目を剥いて気絶した。子育て中の絶食や遠距離移動などのコウテイペンギンとしての生態をフルルからマゾ呼ばわりされる。
ジェンツーペンギン（Gentoo penguin）
声 - 田村響華
ペンギン目ペンギン科アデリーペンギン属。
愛称「ジェーン」。頑張り屋で心優しい性格をしたPPPの良心的存在。お披露目はもっとテンポよく話ができればよかった、全然いつも通り話せなかった、と言っていた。スタジオ練習では、泣いたり笑ったりのところがあやふやになっているので、ちゃんと覚えるように指摘される。
イワトビペンギン（Rockhopper penguin）
声 - 相羽あいな
ペンギン目ペンギン科マカロニペンギン属。
愛称「イワビー」。口調もルックスもボーイッシュで「ロック」好きな勢い重視の性格。お披露目は客がいると空気が全然違い、緊張してダメだった。スタジオ練習では、飛ばし過ぎだからもっとほかの子を見なさいと指摘される。
フンボルトペンギン（Humboldt penguin）
声 - 築田行子
ペンギン目ペンギン科ケープペンギン属。
愛称「フルル」。非常にマイペースで天然ボケ気味の癒し系キャラ。お披露目の自己紹介の際には、愛称だけ言って、指摘されるまで自分が何ペンギンか言うのを忘れていた。スタジオ練習では、マイペース過ぎだからもっとクイックにと指摘される。メンバーで一番嘘が上手いとコウテイに言われている。
第12話ではPPPの中では一番激しい攻撃を加えており、監督曰く「フルルはやればできる子」。

### さばんなちほー生息
サーバル
「#メインキャラクター」を参照。
カバ（Hippopotamus）
声 - 照井春佳
クジラ偶蹄目カバ科カバ属。
水場で水浴びをしている。水中に潜るが泳げない。大人びた性格と口調をしており、相手の姿が見えなくなるまで注意を言いきかせるほど世話好きで心配性。怪力の持ち主でもあり、大型のセルリアンの攻撃を素手で受け止める。
ジャパリパークの「自力で生き抜く」という掟をかばんに指南するが、ゲートではセルリアンの攻撃からかばんを庇い、海に出るときには「本当につらいときには誰かを頼っていい」と言って見送っている。

### じゃんぐるちほー生息
コツメカワウソ（Small-clawed otter）
声 - 近藤玲奈
ネコ目イタチ科ツメナシカワウソ属。
壊れた橋を滑り台として遊び場にしていた。手先が器用でお手玉ができ、さばくちほーとさばんなちほーを結ぶ橋を造る際は泳いで柱に渡りロープを結びつける役を担当する。
流行語にもなった「たーのしー！」は、滑り台で遊んでいた時が作中での初出で、コツメカワウソの担当声優のアドリブである。
ジャガー（Jaguar）
声 - 津田美波
ネコ目ネコ科ヒョウ属。
ネコ科では珍しく泳げる。橋の残骸を舟にして渡しをしている。川を渡れず立ち往生していたかばんたちを「あんいんばし」まで送り届ける。さばくちほーとさばんなちほーを結ぶ橋を造る際は、泳げることを活かして柱と岸の間を往復してロープを運ぶ役を担当する。
かばん達が見学コースで出会ったフレンズに関しては“#エリア・施設”の“じゃんぐるちほー”参照。

### こうざん及び山頂「ジャパリカフェ」周辺生息
トキ（Japanese crested ibis）
声 - 金田朋子
ペリカン目トキ科トキ属。
空を飛びかばんとボスを山頂に連れて行ってくれた鳥のフレンズ。よく歌を歌うものの音痴かつその声は怪音波。ヒトであるかばんは平気だが、ラッキービーストが卒倒し聴力の高いサーバルが恐怖感を感じたほど凄まじい歌声であった。歌詞は仲間を探している内容になっているが、この歌は担当声優が「仲間を探している」というフレーズを入れてほしいと指示されてアドリブで歌ったもの。
元々の動物は大型の鳥で、翼を開くと140cmにもなる。全身は白、翼の下の朱色がかった濃いピンク色が特徴。この美しい赤は鴇色（）とも呼ばれる。鳴き声はカラスに似た濁った声で、とてもうるさい。また、「鼻声っぽい」とも言われそれを題材にした「昔話もあった」などとボスに動物時代の様子を解説されるが、当人は的確すぎる指摘にショックを受けて白目を剥き山頂に輸送している最中のかばんをボスごと落としかけている。
「悪声はフレンズの身体に慣れていなかったせい」と指摘されかばんにアドバイスされた腹式呼吸とアルパカの喉に良いお茶により多少は改善する。
第12話ではかばんのために集結するフレンズたちの空中輸送を担当する。
アルパカ・スリ（Alpaca suri）
声 - 藤井ゆきよ
クジラ偶蹄目ラクダ科ビクーニャ属。
山頂の小屋でジャパリカフェを営業しており、無償でお茶などを提供している。カフェやお茶の入れ方については図書館で「博士」に教えてもらった。お茶のレパートリーはいくつかあるらしく、カフェの周囲の草むしりもしている。独特の口調で話すが、これはアフレコ時に担当声優のアイデアによるアドリブが採用されたものである。
こうざんを通るフレンズが一休みできるようにと、元々あった施設を使用してカフェを始めたが、自分は重い荷物を背負っても平気で山を登れるので、客がどうやって来るかまでは頭が回らず、カフェは開店休業状態だった。かばんたちがたどり着いたときには大いに喜んだが、飲みに来たわけではないことを知ると落胆して「ぺっ！」とつばを吐くなど一時的に素っ気ない態度を取ったものの、ジャパリバスの電池をカフェの太陽光発電で充電させてくれている。
第12話では黒いセルリアンの切断された足から転がり落ちたかばんの発光体を救出する。退治後のパーティーでは集まったフレンズたちに茶を振舞った。
ショウジョウトキ（Scarlet ibis）
声 - 綾乃あゆみ
ペリカン目トキ科シロトキ属。
かばんたちが草を抜いて作った上空から見えるカフェのマークとトキの歌声に引き寄せられてカフェにやってくる。
第12話ではゆうえんちでトキとともにPPPとのコラボステージに出演する。

### さばくちほー生息
スナネコ（Sand cat）
声 - みゆはん
ネコ目ネコ科ネコ属。
一人称は「僕」で基本的に敬語で喋る。大きな砂嵐を見に行った際に飛ばされ、バスが砂にはまって動けなくなっていた所に空から降ってくる形で遭遇した。気になるものを見つけると夢中になってしまう反面、すぐに熱が冷め飽きっぽい性格だが、体が熱しやすく冷めやすい特徴を持っているので、フレンズ化のときにその影響が出たらしいとボスが推測している。足の裏が長い毛で覆われていて、熱い砂の上でも平気で行動できる。穴掘りの名人でもある。洞窟エリアを住処としている。かわいらしい声と容姿で評判らしく、サーバルと面識はなかったが互いに噂で知っていた。
第12話では黒いセルリアン用の落とし穴をフェネックやプレーリーと共に掘る。
ツチノコ（Tsuchinoko）
声 - 小林ゆう
未確認生物（分類不明）。
洞窟エリアの地下バイパスにある遺跡（地下迷宮）を調べている。人見知りで他者にぶっきらぼうな態度で接し、落ち着くという理由から頻繁に物陰に隠れてしまう。未確認生物ではあるが、劇中ではヘビのフレンズの特徴である茶色いフードを着用しており、ヘビの持つピット器官によって赤外線が視えるため、セルリアンなどを探知でき、また鼻がきく。一本歯下駄を履いている。
遺跡を文化財として理解しており、文化財を壊そうとする者には容赦がない。“ジャパリコイン”のような珍しいものを見つけたり、新しい発見があると興奮して我を忘れ、熱く語ってしまうなど学究的な言動をする。ジャパリパークの事情をある程度知っており、ラッキービーストが話すのを見てかばんの正体に気づく。
第12話では黒いセルリアンに弱点の海水を浴びせる作戦を指揮する。
戦闘描写は無いが、溶岩の塊に一本歯下駄蹴りを放っている。

### こはん周辺生息
アメリカビーバー
声 - 下地紫野
ネズミ目ビーバー科ビーバー属。
語尾は「〜ッス（よ）」。一人称は「オレっち」。
どこからか見つけたと思われる写真を基に湖でログハウスを作ろうとしていた。見ただけで写真の建物の構造やプレーリードッグの穴掘りの欠陥が理解できるなど高い建築知識を持つ反面、心配性で木材を取りに行ったり組み立てるのをためらっていたが、設計・指揮に専念することでプレーリーと息の合った行動ができるようになる。
第12話では落とし穴を仕掛ける作戦を指揮する。
ほとんどのフレンズがモバイルゲーム版のデザインを踏襲しているが、彼女だけ大幅に変更されている。
オグロプレーリードッグ（Black-tailed prairie dog）
声 - 大空直美
ネズミ目リス科プレーリードッグ属。
巣穴をつくる動物。主に見晴らしのいい草原地帯に生息している。語尾は「〜であります（よ）」。また、他のフレンズのことを「〜殿」と呼ぶ。
森林で巣穴を掘っていたが自分でその穴にはまっていた。プレーリー式の挨拶はキス。あとさき考えない猪突猛進タイプ。しかし元々チームで巣穴を作るため飲み込みが早く、指示さえあればすぐに実行できる。考えなしに穴を掘るため中々成功しなかったが、ビーバーの指示通りに動くことで息の合った行動ができるようになる。

### へいげん周辺生息

#### ライオン陣営
ライオン（Lion）
声 - 本多真梨子
ネコ目ネコ科ヒョウ属。
へいげんにある城に住み、部下の前では戦国武将のごとく厳めしく振る舞っているが、実際は外でごろごろしているのが好きで温厚な性格。ネコ科なこともあり、オーロックスたちが去ってからはダラけて寝転がり、かばんたちとの会談中ずっと爪を砥いでいた。ヘラジカたちとへいげんちほーの縄張り争いを繰り返しており、かばんたちが訪れた時点で51戦全勝。
ヘラジカとの縄張り争いは決闘であるため、けが人が出ることも危惧しており、かばんに怪我をしなくて済む安全な競技として、相手チームの体に付けた紙風船を紙の棒で叩いて破壊するスポーツチャンバラを提案され快諾する。
あまりにも考えなしの真っ向勝負過ぎるヘラジカたちとの戦いに飽きていたため、かばんたちにヘラジカの手助けをするよう仕向ける。
本気になった際のチャンバラではヘラジカと互角の戦いを演じ、そのまま52戦目は引き分けとなり、ヘラジカと和解しライオン陣営とヘラジカ陣営は共同体となる。
オーロックス（Aurochs）
声 - 原奈津子
クジラ偶蹄目ウシ科ウシ属。
ヘラジカたちとの合戦に備えピリピリしていたこともあり、へいげんの縄張りにやって来たかばんたちを怪しい奴として捕らえ、アラビアオリックスと共に大将のライオンのところに連れて行った。方向音痴。凄いパワーを全面に押し出す戦い方をする。
アラビアオリックス（Arabian oryx）
声 - 井上富美子
クジラ偶蹄目ウシ科オリックス属。
オーロックスと共に、かばんたちをライオンのところに連れて行った。戦いでは立ち回りが上手い。
ニホンツキノワグマ（Japanese black bear）
声 - 苅谷瑠衣
ネコ目クマ科クマ属。
ライオンの城の門番。52戦目の戦いでパンサーカメレオンに倒される。目の前で不可視になったカメレオンには驚きながらも感心する。
第12話の黒いセルリアンとの戦いにも参加しており、活躍の場面は描かれなかったものの武器を破損してしまったヒグマに自身の武器を貸したことが示唆されている。

#### ヘラジカ陣営
ヘラジカ（Moose）
声 - 國府田マリ子
クジラ偶蹄目シカ科ヘラジカ属。
森の王。好戦的かつ猪突猛進な性格。ライオンたちとへいげんちほーの縄張り争いを繰り返しており、かばんたちが訪れた時点で51戦全敗。懲りずに戦いを挑み続けているが、軍団の大将として作戦を考えたり戦略を立てることをまったくせず、敗因を力不足や天気のせいにしては無謀な突撃を繰り返すという考えなしのいい加減さにより、当然の結果として連敗を重ね続けていた。仲間の能力や特徴も、かばんとサーバルに助言をもらうまで、ほとんど把握していなかった。
他にも、パンサーカメレオンの能力を使いこっそり忍び込もうとしたにもかかわらず、門番のニホンツキノワグマに対してわざわざ名乗り口上を挙げて戦闘を仕掛けようとするなど馬鹿正直な性格であるような描写が目立ったが、戦いの練習のチャンバラではオオアルマジロを吹っ飛ばすほどの力持ち。
52戦目のライオンとの一騎打ちでは終始互角の戦いを演じるなど直接戦闘の実力は高く引き分け、連敗をようやく止める。
オオアルマジロ（Giant armadillo）
声 - 辻美優
被甲目アルマジロ科オオアルマジロ属。
戦いの練習ではヘラジカにパワーで押し切られ壁まで吹っ飛ばされた。52戦目の戦いではシロサイと組んで盾役として時間を稼ぐことになる。
直前までは不安がっていたものの、実際にアラビアオリックスの攻撃を受けきり、「私達、守りに徹するとこんなに頑丈だったのか」と自身の強みを自覚している。
アフリカタテガミヤマアラシ（African porcupine）
声 - 石橋桃
ネズミ目ヤマアラシ科ヤマアラシ属。
戦いの練習では審判を務めた。52戦目の戦いではハシビロコウとともにサーバルにヘラジカの角のようなものを付けた兜を被らせおとりにする作戦の補助役をしており、直接戦う描写はなかった。
シロサイ（White rhinoceros）
声 - 丸山美紀
ウマ目サイ科シロサイ属。
お嬢様口調で、騎士のような格好をしている。52戦目の戦いの練習ではサーバルと戦った。
力は強いが体の鎧が重いためスタミナがなく、サーバルとの戦いでは息切れして動けなくなったところで攻撃を受け、敗北。
しかし、防御に徹すると固く、52戦目の戦いの本番ではオオアルマジロと組んで盾役として時間を稼いだ。
パンサーカメレオン（Panther chameleon）
声 - 小見川千明
有鱗目カメレオン科フサエカメレオン属。
臆病な性格でパワー、スタミナともに無く、戦闘は苦手。52戦目の戦いの練習では同じく戦闘が苦手なかばんと戦う。
その一方で、体色を変化させて景色に溶け込むことができ、それを用いた偵察・潜入任務が得意。ただし、戦いのときにその能力を使えばいいことに気付かないなど、少々抜けているところもある。
以前から偵察の重要性を主張していたがヘラジカには聞き入れてもらえず、52戦目にてようやくライオンの城に潜入しヘラジカをライオンの元へ先導する。
先述のヘラジカ自身の失態によりニホンツキノワグマに気づかれてしまった際は足止め役を買って出、景色に溶け込める特技を活かして不意を突き、まきびしを地面に撒き散らさず手裏剣のように相手の頭上に投げつけて倒すが、そののち落下してきたまきびしで自滅する。
ハシビロコウ（Shoebill）
声 - 小森未彩
ペリカン目ハシビロコウ科ハシビロコウ属。
劇中において初めてかばんがヒトである可能性を示唆する内容に言及した非常に目力の強いフレンズ。
ライオンの指示でヘラジカ陣営に潜入したかばんたちを終始睨むが如く見つめるが、52戦目の戦いのあとかばんが「ヒト」であるか尋ねており、彼女たちを見つめていたのはそのことがずっと気になっていたためらしい。ただし、ヒトに関しては「かばんみたいに不思議なことを沢山ひらめいて、とても器用」「頭がよくて色んなことを知っていて、色んなものを作ったり使ったりする」等の漠然とした認識がある程度であり、かばんのことを「ヒトのような気がするが、噂で聞いただけでよくは知らない」と最後まで自分の発言に確信が持てなかった。
人（フレンズ）見知りがあり、相手をついじっと見て機をうかがってしまう。本当はもっと気軽におしゃべりしたい、あまり黙り込んでいるとかわいくないと思っている。

### しんりんちほー「じゃぱりとしょかん」生息
「博士」と「助手」
フクロウ科のフレンズのコンビ。図書館にやってきたフレンズに様々なことを教えている。フレンズの中では比較的知能が高く、ヒトの残した遺物・遺跡の使い方や文字・書物の概念をある程度知っている。毒舌気味な微妙に間違った敬語で話す。音を立てずに飛ぶことができる。賢いことを自認しており、かつ自尊心も強いため、知らないことを指摘されると取り繕ったりもする。
PPPのライブのステージの用意にあたって助力したり、アルパカのカフェ開設にアドバイスをしたり、サンドスターの山の立ち入りの許可権限を所持するなど、フレンズの長としてリーダーシップを発揮し、最終回での黒いセルリアン退治の際には他のフレンズに招集をかけ、真っ先に現場に駆けつけている。
第7話では字が読めるヒトまたはフレンズを探していることから、本来真っ直ぐ進めば行ける図書館の道を塞ぎ、かばんたちを文字の書かれた看板があるクイズの森に誘導することになる。せっかくフレンズとなったのだからこのフレンズ態でしか食べられない物を食べたいと願っていたため、かばんの正体を教える見返りに博士たちが食べたことのない「料理」を要求し、図書館の書物で調べさせることでがばんに調理させ念願を叶える。かばんの作ったカレーには、最初辛すぎると文句を言ったが、結局気に入って完食し、お代わりまで要求した。文字を完璧に理解し、そのうえで文献を検索して最適解を見付け、火や道具を使えることなどからかばんが「ヒト」であると判断し、かばん達にその見解を伝えるとともに「ヒト」について判っていることを教え、副賞として入手困難なPPP復活祭の握手付きのVIP待遇のチケットとアイテムを与える。
ヒトのすみかが分かったらまた図書館に来ることをかばんたちに約束させ、本能的に火を恐れ近づけない自分たちでは作れない料理のお代わりを待っている。
アフリカオオコノハズク（Northern white-faced owl）
声 - 三上枝織
フクロウ目フクロウ科コノハズク属。
通称「博士」。羽が白い。
第12話ではサーバルたちの加勢にいち早く現れ、「助手」とともに「この島の長（おさ）」として、かばんを助けるため各ちほーから集結したフレンズたちと共に群れとなって黒いセルリアンを攻撃する。
ワシミミズク（Eurasian eagle owl）
声 - 上原あかり
フクロウ目フクロウ科ワシミミズク属。
通称「助手」。羽が茶色い。羽の色と大きさ以外はアフリカオオコノハズクそっくりで、言動や身体能力、フレンズとしての特徴もほぼ同じだが、「博士」に比べて若干抑揚のない平坦な口調で話す。

### みずべちほー生息
マーゲイ（Margay）
声 - 山下まみ
ネコ目ネコ科オセロット属。
PPPのことを話し出すと我を忘れるほどのPPPの熱狂的ファン。図書館で調べたりして初代や2代目PPPの知識にもかなり詳しい。記念すべき3代目PPPの初回のイベントで、立ち上げから見られるいい時代に生まれたことを喜んでいた。スタジオ練習見学で初めてPPPのメンバーを間近で見られたときは興奮し過ぎて、鼻血を垂らして倒れてしまった。
声真似が得意。そのためPPPメンバーの声真似をすることができて、知識の豊富さも手伝って声真似をしながらPPPメンバーの特徴を的確に言い当てた。また、声真似の特技を活かしてライブ直前に逃げ出したプリンセスが戻るまで彼女の声真似をして場をつなぎ、プリンセスがライブに戻るきっかけを作った。そのおかげでライブは大成功し、その功績を買われて3代目PPPのマネージャーに抜擢される。
第12話では巨大セルリアンの声を真似して注意を引き付ける役割を担う。
PPP
「#メインキャラクター」を参照。

### ゆきやまちほー生息
ギンギツネ（Silver fox）
声 - 相坂優歌
ネコ目イヌ科キツネ属。
温泉宿におり、キタキツネと共に温泉を管理している。温泉が出なくなった原因を探りに、温泉の装置の様子を見に行く途中でかばんたちのかまくらを見つける。雪の中にいる獲物の音を聞いて、目星を付けたらジャンプして顔を突っ込んで狩るという習性があるため、かまくらの壁を突き破って顔を出し、かばんたちを驚かせた。寒さに凍えていたかばんたちにカイロらしき携帯温熱用具を渡す。
キタキツネ（Ezo red fox）
声 - 三森すずこ
ネコ目イヌ科キツネ属。
ギンギツネと共に温泉宿にいる。ものぐさだが不思議な言動をする。宿のアーケードゲームで遊ぶことが大好き。
カピバラ（Capybara）
声 - 杉村ちか子
ネズミ目テンジクネズミ科カピバラ属。
温泉が好きで、常に温泉に入っている。温泉の復旧に感謝していた。

### ろっじ
アリツカゲラ（Campo flicker）
声 - 浅野真澄
キツツキ目キツツキ科ハシボソキツツキ属。
ロッジアリツカを経営している。かばんやサーバルが宿泊する部屋を選ぶ際、懇切丁寧にそれぞれの部屋を紹介した。その熱の入り様にかばんからは「お部屋、好きなんですね。」と評される。
かばんたちの宿泊中に怪しい影を目撃する。
第12話ではトキとともにフレンズを空中搬送する。
タイリクオオカミ（Gray wolf）
声 - 伊藤かな恵
ネコ目イヌ科イヌ属。
オレンジとブルーのオッドアイ。ロッジに滞在している漫画家。描いた原稿は「博士」に頼んで本にしてもらっている。他人を怖がらせる法螺話をしては「その表情、いただきました。」と怖がる顔をスケッチして漫画のネタにするという癖がある。
他の宿泊客が影に怯えるなか、さらにセルリアンにまつわる冗談で怖がらせた。そのためサーバルたちから信用を失い、アミメキリンからは無名な作家の引き起こした自作自演として犯人扱いされてしまう。
アミメキリン（Reticulated giraffe）
声 - 野中藍
クジラ偶蹄目キリン科キリン属。
ロッジに滞在している自称「名探偵」。漫画『ホラー探偵ギロギロ』を読んで探偵を始めるが見当違いの推理、サーバルを「ヤギのフレンズ」と推理しサーバルから「全然違うよ！」と突っ込まれている。ばかりで、推理の欠陥を指摘されても意地になって自論を曲げない「迷探偵」。タイリクオオカミが『ギロギロ』の作者と知ってからは「先生」と呼んで尊敬するようになる。

### セルリアンハンター
キンシコウ（Golden snub-nosed monkey）
声 - 和多田美咲
サル目オナガザル科シシバナザル属。
セルリアンハンター。如意棒のような武器を持った孫悟空のような姿をしている。黒いセルリアンの破片に襲われたかばんたちを助ける。
第12話では巨大セルリアンを退治する際に体力を使い果たして倒れ、リカオンに救助されて戦線離脱する。
ヒグマ（Brown bear）
声 - 松井恵理子
ネコ目クマ科クマ属。
キンシコウの仲間のセルリアンハンター。武器は先端に熊の掌をつけた棒。「弱い奴は邪魔」と突き放したような物言いをするが、本音は仲間を危険に巻き込みたくないという心優しい性格。火を恐れておらず、黒いセルリアンをおびき寄せるたいまつを運ぶ役目を担う。
第12話冒頭にて使用していた熊の手の棒（左手・柄が茶色）が折れたため、新たな棒（右手・柄が青）を使用して黒セルリアンの左前足を切断しかばんを救出することに成功する。ゆうえんちでは火が平気な特性を買われ「博士」たちに料理作りを指導される。
リカオン（African wild dog）
声 - 立花理香
ネコ目イヌ科リカオン属。
キンシコウの仲間のセルリアンハンター。ハンターのなかでは臆病な性格で、黒いセルリアンの本体を追跡・偵察していた。
巨大セルリアン退治で体力を使い果たして倒れこんだキンシコウを救助する。

### 番外編
ジャイアントペンギン
声 - 今野宏美
「じゃぱりまんがり」に登場。PPPからは「ジャイアント先輩」と呼ばれる。
アニメ本編では第9話に名前のみ登場し、マーゲイに「動物だったものからフレンズ化したらしい」と語られている。
「じゃぱりまんがり」にて料理を懐かしいと言っていることから人と接触しているのではと推測される。
サラブレッド（Equus caballus）
声 - 桑島法子（あおかげ）、奥谷楓（しろげ）、高槻かなこ（くりげ）
ウマ目ウマ科ウマ属ウマ。
「けいばじょう」に登場。
あおかげは、かばんとサーバルに競馬場を案内し、サーバルとレースをする。しろげは障害競走で遊んでおり、くりげは厩舎で飼葉を食べている。

### その他
いずれもフレンズとしての姿を現していない。
アードウルフ
声 - 照井春佳
さばんなちほーに生息するが、セルリアンに襲われて元の動物に戻る。
第12話に本来の動物の姿で登場した。
マイルカ
声 - 尾崎由香
第12話でかばんとサーバルたちがゴコクエリアへ向かう最中に海中から姿を現した。

## 用語
以下、当アニメ内で設定されたものを加えて解説する。

### 生物・アイテム

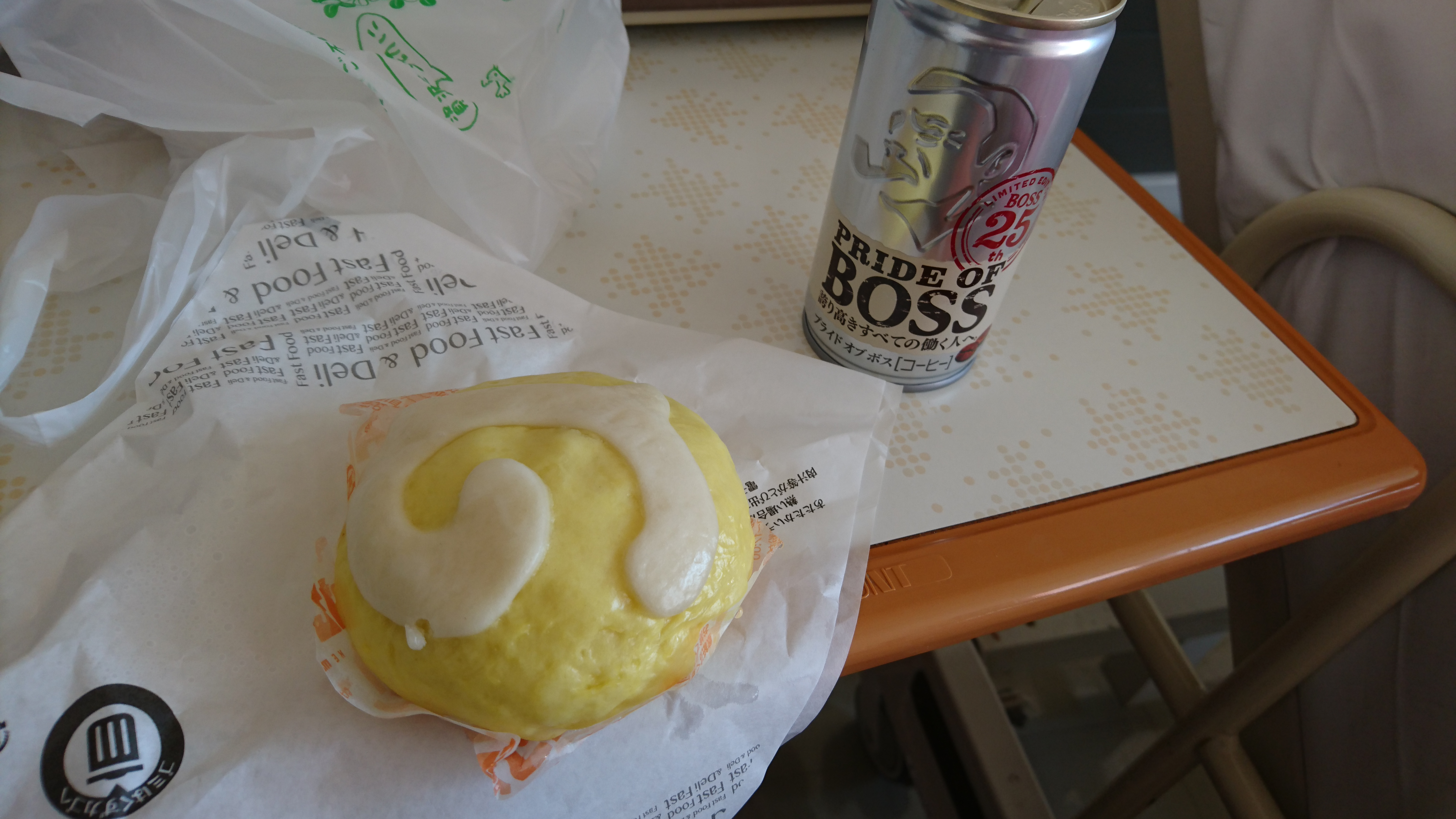
ファミリーマートにて実際に販売が行われた "じゃぱりまん"

フレンズ
「動物がヒト化したもの」と言われている。雌しかいないが種族によっては鬣や角など雄の特徴を持っている。コウテイとプリンセスは「サンドスターが動物や体毛などの動物だったもの（遺物など）に当たることでフレンズ化する」と説明している。パーク内で野生動物の生態に近い生活を送っているが、基本的にはヒトと同じく地上では二足歩行を行い、会話による意思疎通が可能である。じゃぱりまんを食料としているためフレンズ同士に捕食関係はなく狩りや争いもごっこ遊びである。例外はあるが本能的に火を怖がり、それも含めて調理ができない。哺乳類と鳥類と爬虫類の他、絶滅動物や未確認生物のフレンズも存在する。
フレンズ化すると元動物の体長・体高に関係無くほぼ同じ位の身長・体格・食性になり、各フレンズごとに元動物由来で強化された鉤爪や怪力・飛翔・遊泳・跳躍などの技や能力や個性を持っている。また、獣耳に尻尾、鳥の翼、毛皮の服、ヘビ頭のフード、角を模した武器など元動物の特徴が外観にも反映されているが、ヒト化の具合は種族によって異なるらしく、猫科などは元からあった獣の耳とヒトの耳計4つの耳を有し、飛べる鳥類は翼が頭から生える。「野生解放」という身体能力強化をすることができ、解放中は眼を光らせ武器や手がほんのり光り輝く。
図書館から得た知識によってヒトの遺物とされる道具や施設を利用して人間と同じような行動を取ることができるが、ギンギツネ・キタキツネ・サーバルなどはかばんに教えられるまで服装を自分の毛皮と思い込んでいた為着たまま温泉に入っており、服装自体やそれが脱げることを知らずそもそも着ている概念を持っていなかった。
セルリアンに食べられるとしばらくして発光する球体に変化しその後自然に還る。ヒト以外の動物は元の姿に戻ると当然話せなくなり、フレンズであったことを忘れてしまう。第9話でミライは「セルリアンに食べられてサンドスターの輝きを奪われることでサンドスター由来の技や個性が消滅し、元動物に戻る、あるいは消滅することなどがありえる」と予測を述べる。第1話ではアードウルフがセルリアンに食べられ第12話で元の動物の姿に戻った状態で登場する。
作中では公式サイト上で用いられる「アニマルガール」という呼称は使用されていないが、アニメ宣伝用PVではサーバルが自分たちのことを「アニマルガール」と呼んでいる。
ヒト
かばんの正体。アニメ上のフレンズのほとんどがヒトを知らず、知っていてもツチノコのように絶滅したと考えているか、ハシビロコウのように噂で聞いた程度でしかない動物。作中ではかばん以外の人間は記録映像などを除き登場しない。
博士と助手の説明によるとヒトの目立つ特徴としては「二足歩行、コミュニケーション能力、学習能力などがあるが多様性があり、一言で言いにくいとても変わった動物であり、群れで長距離移動ができる、投てきができる、それなりの大型と色々と特徴があるが、大変興味深いのは道具を作りそれを使うことである」と語っている。ジャパリパークにある様々な遺物は全てヒトが作ったとされている。「ヒトの近くにはなぜかセルリアンがいる」とも言っているが、最終話では「過去にヒトであるミライらジャパリパークの職員がセルリアン対策をしていたようなので、ヒトがセルリアンの近くにいたとも言える」としている。
博士と助手は「ヒトはもういない、ヒトはもう絶滅した、ある日を境にジャパリパークからいなくなった」としている。ラッキービーストの記録によれば、ミライを含めた職員は全員パークを去ることになり、ミライはラッキービーストを留守番として島に配置している。
ジャパリバス
かばんたちが使う乗り物。ヒョウ柄のトレーラーバスで、運転席のある四輪駆動車と客室となっている1軸2輪のトレーラーで構成されている。運転席部分はミラー、ドア、フロントガラスはついていない。ヘッドライトは丸型2灯式であり、後退警告灯、尾灯などはない。じゃんぐるちほーで野晒しになっていた客車を発見し、別の場所にあった運転席を運んで繋げたが、電池切れで動かず、アルパカのカフェで電池を充電したことにより動くようになる。
ラッキービーストとリンクして半自動運転ができるが、手動でも運転できる。走破性は良くなく、砂漠や雪道などの悪路でスタックしているが、タイヤにクローラーを装着することで雪上走行が可能になる。客室の中央部に梯子とサンルーフが設けられており、サンルーフをスライドし首を出すことで高所からの景色が楽しめるようになっている。こはんで、ビーバーとプレーリーが製作したベンチを設置している。
第11話で巨大セルリアンの攻撃により木に激突して破損したが、セルリアン退治後に博士らがかばんには内緒で修理及び改造を施し、第12話終盤で駆動車と客車を分離してそれぞれ改造した水陸両用車として再び登場している。駆動車はかばんにパーク外への人探しの旅の道具としてプレゼントされ、客車にはサーバルたちが乗りかばんの後を追っている。改造後は水に浮かせるための丸太と荷台としての桶を固定しており、駆動車は一輪だけホイールの色が違う車輪に付け替えられている。バスは他にも数台放置されていることがフレンズたちから博士に報告されており、第12.1話では変形した車輪の代わりとなる車輪をアライグマとフェネックが探しに行っている。
じゃぱりまん（ジャパリまん）
かばんやフレンズの食料である饅頭で、皮には様々な色があり、畑の野菜を原料とする。対価やお礼として相手に渡すなど、通貨のようにも使われている。袋に包装されているものは、スナネコのように砂中に埋めて備蓄しても問題ない。各フレンズに合わせて栄養が調整されていて味が違うが、博士たちがそうであったように食べ飽きているフレンズも存在する。最終話ではライオンとカバが料理とじゃぱりまんを組み合わせて新たな味を追求していた。

セルリアン
ジャパリパークに出現する謎の危険生物。一つ目の無機的な怪物であり、小型から超大型まで、様々な形態や色をしている。体のどこかに付いている石を打撃することにより倒せる。倒されるとブロック状の塊に分裂し、輝きとともに消滅する。博士たちによれば、ヒトの近くによく現れる。キタキツネによれば、湯の花が多いときに多く現れる。ミライによれば、無機物とサンドスターが反応して生まれ、サンドスターを食べると考えられている。
小型のものはあまり強くなくても倒せるが、大型のものは腕に自信があるか、複数のフレンズが協力するか、セルリアンハンターでなければ撃破できず、フレンズの体格よりも大きい個体に遭遇した場合は戦わずに逃げるべきとされる。
2期では、弱点の石が無く、打撃で倒せる、フレンズより遊具を優先して破壊する、セルリウムという物質により生まれるなど、1期との相違点がある。ネクソン版と同じく、形をコピーする能力を所持しているため、三脚カメラや急須、自動車など、無機物の姿で現ることが多い。また、個体によっては目玉が複数付いているもの存在する。
黒いセルリアン
英語版声 - Chris Guerrero
黒い色をした特殊な超大型のセルリアン。破片を飛ばして攻撃し、大きな破片は自力で動いて襲いかかる。山からサンドスター・ロウを吸収して大きくなる。いくら攻撃してもサンドスター・ロウの供給がある限り自己修復する特性を持つ。明るいものに引き寄せられるため太陽・火・バスの照明などがある方向へ向かう、海水に触れると溶岩になって固まるため海を嫌がる、という行動を見せる。
サンドスター・ロウが大量に噴出したことで修復が早まり、さらに巨大化したためにハンターでも倒せなくなるが、集結したフレンズ全員の協力作戦により退治される。

サンドスター
ジャパリパークの山から噴出する輝く物質。フレンズを生み出したり、ちほーごとに温度や湿度、陽射しを変化させているもので、謎が多い。ミライによれば、サンドスターが1種類でないのでは、との研究もある。作中では結晶が色とりどりにきらめくキューブの集合体として描かれている。
サンドスター・ロウ
山頂より放出される、黒いセルリアンに力を与える物質。黒いセルリアンはこれを吸収して大きくなったり、削られた部分を自己修復する。

四神
山頂に埋まっている石版で、火口の東西南北に全部で4枚存在する。サンドスター・ロウをフィルタリングする装置を発動させる働きがある。
かばんたちが見つけた時点で山頂付近は浸食された痕跡が認められ、四神はすべて土砂に埋まっていた。火口の北側の土地は他の方角より大きく削られ、四神のひとつはミライが設置したとされる場所とは違う場所で発見された。四神の発動には方角・位置・高さの3つの条件が必要なため、ずれた状態では正常に機能せず、浸食により広がった火口のフィルターの隙間からサンドスター・ロウが漏れ出していた。

### エリア・施設
ジャパリパーク
作品の舞台となるサファリパーク形態の動物園である。「ちほー」と呼ばれるエリアごとに異なった気候や風土が設定され、それぞれの環境に適した多種多様なフレンズが暮らし、来園者が徒歩やバスで巡ることができる仕様になっている。各ちほーの併設部には色々なレジャー機能があり、遊具や遊園地、巨大迷路、クイズ場等のアトラクション設備や、図書館やキャンプ場、カフェ、ロッジ、温泉施設が存在する。
職員が全て去ってから来園する人間があった様子はみられずフレンズの生活に直接影響しない設備は老朽化しているものの、留守番として残されたかなりの数のラッキービーストによりメンテナンスされ食糧であるじゃぱりまんの製造配布などを継続しているため、フレンズは生活を継続できている。
最終話では、舞台となった島がジャパリパークを構成するエリアの一つ「キョウシュウ」であること、他にも「ゴコク」という名のエリアがあることが語られている。海を隔てて他の島にもフレンズが存在する可能性が示唆される。
さばんなちほー
物語の最初の舞台。広大なサバンナに、点々とバオバブやアカシアなどの木々が生えている。サーバルの縄張りにはシマウマや、トムソンガゼルのフレンズがいる。丘の上にはフレンズのオアシスとなる水場があり、カバが住んでいる。ゲートに巣食っていたセルリアンに襲われ、動物に戻ってしまったアードウルフも生息。
じゃんぐるちほー
さばんなちほーとさばくちほーの間にあるエリア。熱帯雨林気候になっていて、曲がりくねった大きな川が流れている。さばんなちほーに比べて動物の数も多い。
ラッキービーストによるジャングルの見学ルートがある。川の形の変化によって道が冠水して一部通行できなくなっているが、サーバルとかばんはフォッサ（声 - 七海映子 / Chasity Conner）・ インドゾウ（声 - 幸野ゆりあ / Elsie Baughman）・アクシスジカ（声 - 早乃香織 / Felecia Angelle）・オセロット・マレーバク・キングコブラ（声 - 小野早稀 / Kira Buckland）・ミナミコアリクイ（声 - 本宮佳奈 / Kristen McGuire）・クジャク（声 - すみさなえ / Meli Grant）・タスマニアデビル（声 - 佐々木未来 / Geordie Holly）・エリマキトカゲ（声 - 青地希望 / Tia Ballard）・オカピ（声 - 根本流風 / Jocelyn Michelle Townsie）に出会っている。
こうざん
ジャパリパーク中央部の周囲にある標高の高いエリア。主に鳥系のフレンズが、隣のちほーに行くためによく通る。じゃんぐるちほーに隣接し、周辺には標高が高く、険しい山が多い。
ジャパリカフェ
こうざんの頂上にあるアルパカがマスターを務めるカフェ。地上と行き来するためのロープウェイが使えず、カフェの所在も明確に通知されていなかったため、かばんたちが来るまで客足はなかった。屋根にはソーラーパネルが設置されていて、給湯と電池の充電ができる。紅茶を出しても代金や対価を科してはいない。
かばんたちが訪れた際にラッキービーストが山頂に保管されていた足こぎ式のリフトをロープウェイに設置し、山を登ったり翔んだりしなくても平地との行き来が可能になる。

さばくちほー
砂丘に砂嵐が吹き荒れる場所もあるが、ほとんどが岩石に覆われた地域で、真っ白なさばくや小石ばかりのさばくもある。
寒暖差が激しく、昼は40℃を超えることも珍しくない。体温の上昇を抑えるため、水分を失わないように進化した動物が多い。夜はとても寒い。
上述の砂漠エリアの他に、スナネコの家になっている洞窟エリアがある。さばくちほーを抜けると、ビーバーたちの住むこはん（湖畔）がある。
地下迷宮
洞窟エリアのトンネルにあった謎の遺跡。その正体は人が動物やフレンズと迷路で遊べる触れ合い巨大アトラクションだった。
入口は扉が閉まると出られなくなっており、迷路には赤色のセルリアンが潜んでいる。風化や傷みが多く、いくつかの出口は溶岩でふさがれている。最終話にて地下迷宮各所の溶岩はかつてセルリアンだったものということがツチノコの会話から明らかになる。

こはん
「ビーバーが作った」とも言われる大きな湖のあるエリア。程よい気候で樹木が豊か。ラッキービーストおすすめのドライブコース。
へいげん
こはんの先にあり、和風の城や瓦塀などの建造物や竹林がある。ライオンとヘラジカの軍勢に分かれ、縄張りとなる城をめぐって争っていた。
平原に埋められた大きなカラータイヤの遊具が点在し、戦いが終わってからかばんが提案した球技のゴールとして使用される。
しんりんちほー
へいげんに隣接している森林地帯。畑や花畑があり、ジャパリ図書館、クイズの森やキャンプ場が設置されているエリア。
ジャパリ図書館（じゃぱりとしょかん）
しんりんちほーに入って、二番目の分かれ道を右に行くとある図書館。建物の中央には大樹がそびえ立っている。知りたいことや判らないことがあるフレンズたちが調べたり、「博士」に教えてもらうために訪れる。
キャンプ用の施設が隣接しており、畑からくすねた材料で「博士」たちがかばんに料理を作らせた。
クイズの森
しんりんちほーに入ってから、図書館に来るまでの間にあるアトラクション。「博士」達が図書館に行こうとしているものをここに来るように仕向けている。各所にひらがなやアラビア数字などの簡易な日本語で動物に関する問題が書き込まれた看板があり、正解すると先に進めるが間違えると最初の場所に戻ってしまうという仕掛けになっており、全問正解しないと図書館にたどり着けない。

みずべちほー
水生の動物がたくさんいる。植物や環境も水辺にちなんだものが多い。
PPPがライブを行うステージがあり、お披露目とライブ当日はたくさんのフレンズで賑わっていた。
ゆきやまちほー
冷帯・寒帯の気候。樹木が見られるギリギリの温度になる。植生は寒さに強い針葉樹林がほとんどである。かばんたちが訪れたあたりは降水量もあるので雪がたくさんある。寒いところで暮らすために長い体毛の動物が多い。
雪山の麓には温泉宿があり、寒さに弱いカピバラが温泉を常用している。さらにその先には宿泊施設のロッジがある。
ロッジ「アリツカ」
アリツカゲラの経営するロッジ。昔作られた施設をつかってロッジにしている。木々の上に、ハンモックを設置した「フワフワ」・暗く洞窟のような「しっとり」・視界のよい「みはらし」など様々なタイプの部屋があり、部屋同士は橋や階段で行き来できる。

山
ジャパリパーク中央部に存在する山。山そのものに固有名詞は確認されておらず、フレンズたちは「山」と呼んでいる。時折噴火し、サンドスター及びサンドスター・ロウを放出する。フレンズにとって神聖な場所とされており、立ち入るには「博士」の許可が必要になる。
第1期第11話にてかばんらが登頂した際、五合目の石碑付近に爆撃機と思われる残骸が確認できる。
ゆうえんち
黒いセルリアンとの戦いのあと、参戦したフレンズが集まった場所。コーヒーカップやメリーゴーランドなどいくつか遊具や乗り物があるが稼働できない状態にあり、動かした観覧車はゴンドラが脱落するなど老朽化している。ステージや調理場も併設されている。
キョウシュウ・ゴコクエリア
作中の島の名称。サーバルたちが暮らす島が「キョウシュウ」で、最終話でかばんが目指す別の島が「ゴコクエリア」。ゴコクエリアはかばんに同行するラッキービーストの管轄外になっている。キョウシュウからゴコクエリアまでの間の海にもマイルカなどのフレンズがいる。
けいばじょう
JRAとのコラボレーションすぺしゃる動画「けいばじょう」に登場。サラブレッドが住んでいる。「TOKYO RACE COURSE」と書かれたのぼりがあるため、東京競馬場であることが示唆されている。
ありーな
Animelo Summer Live 2017のマナームービー「あにさま」に登場。会場のさいたまスーパーアリーナにそっくりだが、廃墟化していた。博士、助手が主導し、ライヴ出演者以外のアニメに登場したフレンズほぼ全員（第1・2話のモブフレンズと第9話のカピバラは不参加）で、廃墟化したありーなを公演可能な状態に修繕した。

## スタッフ
- 原作 - けものフレンズプロジェクト[注 1]
- コンセプトデザイン - 吉崎観音[注 2]
- 監督 - たつき
- シリーズ構成 - たつき[注 3]
- 脚本 - たつき
- キャラクターデザイン - irodori（モデリング）
- 作画監督 - 伊佐佳久
- 美術監督 - 白水優子
- 撮影監督 - 石山智之
- 音楽 - 立山秋航[注 5]
- 音響監督 - 阿部信行
- 音楽制作 - ビクターエンタテインメント
- 音楽プロデューサー - 内田峻
- プロデューサー - 細谷伸之(テレビ東京)、岡本泰幸、清水美佳、福田聡、秋尾浩史、石垣吉彦、工藤大丈、塩田友、和泉勇一、福田順
- アニメーションプロデューサー - 福原慶匡
- アニメーション制作 - ヤオヨロズ
- 製作 - けものフレンズプロジェクトA（KFPA）

## 製作
3DCG（トゥーンレンダリング）アニメーション作品として制作されている。キャラクターは3Dで、背景は手描きで制作されている。アニメーション制作は『てさぐれ!部活ものシリーズ』で知られるヤオヨロズが担当。録音方法として、プレスコの形式をとっている。

### 企画
けものフレンズプロジェクトは2013年のKADOKAWAへの新規IP制作依頼の持ち込みを発端としているが、本アニメ作品は持ち込みの当時から制作することが決定していたコンテンツの1つである。他の作品と同時進行で制作が行われたが、結果的に最後に世に出たコンテンツとなった。

### スタッフィング・キャスティング
制作会社とアニメ監督の選定は、企画の提出のコンペを通じて行われた。ヤオヨロズ側は2014年にけものフレンズのPVを制作していたことで縁があったことやCGが気に入られたことが決め手になったのではないかと語っている。
制作スタッフは10数人という少数で構成されている。これは、実力者が指示や指導に回り、クオリティが低下するのを防ぐために意図的にこの人数にしている。一方、プロデューサーの数は多く、1人1人が何かしらの窓口の役割を持っている。
制作スタッフの伊佐佳久や白水優子は、たつきが声をかけ参加している。音楽の立山秋航は、音響監督の阿部信行が人選を任され、仕事がしやすい人ということで選ばれている。
中心メンバーとなる声優は動物園などでの小規模のイベントに参加することを前提として、スケジュールの融通が利く新人の声優が選ばれた。選考では、声やパーソナリティ、イラストなどを加味して決定している。選考に関わった福原慶匡は、自然と元になった動物に似た声優に決まったと語っている。キーキャラクターには、福原が仕事のしたことがあるベテランを指名し、かばん役の内田彩は吉崎観音が指名した。
Age Grobal Networks主催のSHOWROOMでの声優オーディションが行われ、杉村ちか子がグランプリに決定した。本編9話でカピバラ役を演じている。

#### スタッフクレジットの修正
当初、シリーズ構成・脚本については田辺茂範がクレジットされていた。これは制作当初は通常のアニメ制作と同じように脚本を基にコンテを書く体制を取る予定だったことから、脚本家を独立して起用したためである。しかし、ビデオコンテ方式に変更されたことで、先にたつきによるコンテから始まって最後に脚本が完成することとなったため、実質的にたつきがシナリオを担当することになった。田辺は企画当初からアニメ最終話まで打ち合わせに参加していたため、シリーズ構成・脚本としてクレジットされていたが、スタッフが作品について触れる機会が多くなったことから、実情を反映するため、放送終了後の2017年5月26日にシリーズ構成・脚本のクレジットがたつきに変更されることになった。
なお、コンセプトデザインの吉崎は「話は吉崎先生とたつき監督が99%話を考えている」というプロデューサー陣によるインタビューの件に触れ「田辺さんにとても助けられている、ぼくとたつき監督だけだととっちらかって収拾がつかなくなる」とTwitterで発言している。また、田辺本人も吉崎とたつきのサポートをしていたとTwitterで発言している。

### 設定・脚本
初期は、30分枠の中でどれくらいアニメにするのかも決定しておらず、半分アニメで半分バラエティの案もあった。PPP予告や動物紹介は、その名残である。また、ジャンルも確定しておらず、萌え系やバトル系の案もあった。吉崎や梶井の消費されるだけのアニメにしないという観点のもと、テンプレートにはまりやすい萌え系やバトル系ではなく、子どもが冒険する今のジャンルに決定した。吉崎から制作側の指示は、過剰なコメディにしないこと、時事ネタやパロディを使わないことだった。この指示も消費されるだけで終わらないエバーグリーンな作品を制作してほしいという意図があった。
冒険ものに決まった当初、ネクソン版アプリと同じようにヒトのいる世界を描くことになっており、主人公とミライとサーバルの三人旅が繰り広げられる予定だった。しかし、吉崎とたつきが廃墟好きであり話が合ったことや、新人声優を使用することが決まっていたこと、メインキャラの3人の中で人間の比率が多かったことなどを総合的に判断し、ネクソン版アプリとは異なるヒトのいない世界で、主人公とサーバルとロボットのラッキービーストの3人旅という形に変更することを吉崎が提案した。制作が開始した後の決定だったため、制作側はVコンテまで完成していたものを捨て、新しく制作をスタートさせた。

### 演出
ニコニコ動画などで一時停止したりシークバーで戻ったりすることを前提に制作を行っている。
8話のPPPのダンスは手付けのアニメーション。
過去作や関連イベントの要素が盛り込まれており、3話では2016年7月のシャッツキステコラボ「Japari Cafe」のお給仕レッスンの設定を取り入れており、9話ではネクソンアプリ版のBGMを使用している他、フライによる漫画版で平和なジャパリパークを描いてもらったからこそ本作の世界を描けたとたつきは語っている。また、2017年2月25日の「ようこそジャパリパークへ」のリリースイベントにて福原慶匡は、間に合えばイベントの雰囲気などを制作に反映すると発言していた。

### デザイン・モデリング
本作の頭身は、ネクソン版アプリのような3頭身ではシリアスがやりにくく、漫画版のような8頭身ではコメディをやるには艶めかしいこともあり、ちょうどよいサイズを求めた結果現状のサイズになっている。モデルデザインに関しては、吉崎本人から自分のタッチに寄せないでほしいという注文を制作側に行っている。ただし、キービジュアルとPVに関しては監修が入っている。
ジャパリバスのデザインは伊佐によるもの。初期の時点ではキービジュアルに映っているボンネットタイプや未来風デザインなど複数案存在した。途中から2話の物語の都合や牽引の良さなどを加味し、前後分かれたデザインに変更になった。重要なものなので、何回もリテイクを行った末現在の形になっている。

### 音響・劇伴
立山が制作を行った劇伴は完全分納方式で臨機応変に作られており、「さわがしい2匹」は本宮佳奈と小野早稀の1話のアフレコデータを聴き、この声に合う曲をというたつきのオーダーにより作られている。阿部からの指示でアフリカ要素を入れてほしいというオファーを行った。初期はアフリカ要素が強すぎたため、薄めるように指示を行い、ささやかにアフリカンを感じられるような楽曲群になった。自然の中で展開する物語であるため、ピアノはほとんど使用せず、アコースティックギターやフルートなどをメインに使っている。
雰囲気作りとして、阿部はSEではなくME（ミュージックエフェクト）を作り使用することによってリアルになるように心がけたという。
良い演技やアドリブによっては、映像の方を変更することもあったため、声優が絵を見ない演技を要求されることがあった。福原は藤井ゆきよによるアドリブが発端となり他の声優が個性を発揮するようになったと語っている。阿部も3話～4話あたりから爪痕を残すようにゲスト声優に声掛けを行うようになった。

### 番外編の制作
12.1話の「ばすてき」は、本編放送後にたつきから福原への相談があり、福原が各所に相談し制作されたものである。また、JRAとのコラボである「ウマのフレンズ」は、KADOKAWAを通して2017年3月に企画されて制作が行われたもの。同様に、日清食品のどん兵衛とのコラボ動画「ふっくら」は、2017年6月に企画されて制作が行われたものである。

## 主題歌・挿入歌
「ようこそジャパリパークへ」
どうぶつビスケッツ×PPPによるオープニングテーマ。作詞・作編曲は大石昌良。
「ぼくのフレンド」
みゆはんの作詞・作曲・歌によるエンディングテーマ。編曲はR_Men_Soul。
挿入歌「大空ドリーマー」
PPPによる挿入歌。作詞・作編曲はhalyosy。
第10話までPPP予告のラスト5秒で流れており、第8話では劇中にて長尺で使用。
「二人でお茶を」
第12話の挿入楽曲。作曲はヴィンセント・ユーマンス。

## 各話リスト
| 話数   | サブタイトル       | アイキャッチ                                                                                      | おえかき動物図鑑           |
| ------ | ------------------ | ------------------------------------------------------------------------------------------------- | -------------------------- |
| 第1話  | さばんなちほー     | サーバルキャット（多摩動物公園（東京都））                                                        | サーバルキャット           |
| 第2話  | じゃんぐるちほー   | コツメカワウソ（東武動物公園（埼玉県）） ジャガー（天王寺動物園（大阪府））                       | トラ                       |
| 第3話  | こうざん           | トキ（佐渡市トキの森公園（新潟県） アルパカ・スリ（那須アルパカ牧場（栃木県））                   | ラクダ（フタコブラクダ）   |
| 第4話  | さばくちほー       | スナネコ（BIG CAT RESCUE（アメリカ）） ツチノコ（つちのこ館（岐阜県））                           | ダチョウ                   |
| 第5話  | こはん             | アメリカビーバー（東武動物公園（埼玉県）） オグロプレーリードッグ（江戸川区自然動物園（東京都）） | ウシ（ホルスタイン）       |
| 第6話  | へいげん           | ライオン（東武動物公園（埼玉県）） ヘラジカ（夢見ヶ崎動物公園（神奈川県））                       | アクシスジカ               |
| 第7話  | じゃぱりとしょかん | ワシミミズク（東武動物公園（埼玉県）） アフリカオオコノハズク（いけふくろうカフェ（東京都））     | カバ                       |
| 第8話  | ぺぱぷらいぶ       | コウテイペンギン（名古屋港水族館（愛知県）） マーゲイ（The Belize zoo（ベリーズ））               | バク（マレーバク）         |
| 第9話  | ゆきやまちほー     | キタキツネ（Zoo sauvage de Saint-Félicien（カナダ）） ギンギツネ（宮城蔵王キツネ村（宮城県））    | クジラ（シロナガスクジラ） |
| 第10話 | ろっじ             | タイリクオオカミ（日本オオカミ協会（静岡県）） アミメキリン（東武動物公園（埼玉県））             | ラッコ（アラスカラッコ）   |
| 第11話 | せるりあん         | ヒグマ（東武動物公園（埼玉県）） リカオン（よこはま動物園ズーラシア（神奈川県））                 | コアラ                     |
| 第12話 | ゆうえんち         | -                                                                                                 | ライオン                   |

| タイトル             | アイキャッチ         | 公開日        | 備考 |
| -------------------- | -------------------- | ------------- | --- |
| 第12.1話「ばすてき」 | -                    | 2017年 4月5日 | 監督のたつきによる非公式の自主制作作品。                                                                           |
| 教えて獣医師さん!    | 東京競馬場（東京都） | 6月30日       | JRAとのコラボレーション。 テレビシリーズのアイキャッチに相当する部分のみ。                                         |
| けいばじょう         | -                    | 8月9日        | JRAとのコラボレーション。                                                                                          |
| あにさま             | -                    | 8月25日       | 『Animelo Summer Live 2017 -THE CARD-』用に制作された。 会場（さいたまスーパーアリーナ）でのマナーを啓蒙する内容。 |
| ふっくら             | -                    | 9月19日       | 日清『どん兵衛』コラボ動画。 第1期監督のたつきが本作品に関わった事実上最後の映像作品。                             |

## 放送局・配信元
| 放送期間                | 放送時間                     | 放送局         | 対象地域       | 備考                                       |
| ----------------------- | ---------------------------- | -------------- | -------------- | ------------------------------------------ |
| 2017年1月11日 - 3月29日 | 水曜 1:35 - 2:05（火曜深夜） | テレビ東京     | 関東広域圏     | 製作委員会参加                             |
|                         |                              | テレビ大阪     | 大阪府         |                                            |
|                         | 水曜 3:05 - 3:35（火曜深夜） | テレビ愛知     | 愛知県         |                                            |
| 2017年1月12日 - 3月30日 | 木曜 0:30 - 1:00（水曜深夜） | AT-X           | 日本全域       | 製作委員会参加 / CS放送 / リピート放送あり |
| 2017年8月14日 - 8月29日 | 平日 7:30 - 8:00             | テレビ北海道   | 北海道         | [ 注 19 ] [ 74 ] [ 注 20 ]                 |
|                         |                              | テレビせとうち | 岡山県・香川県 | [ 注 19 ] [ 74 ] [ 注 20 ]                 |
|                         |                              | TVQ九州放送    | 福岡県         | [ 注 19 ] [ 74 ] [ 注 20 ]                 |

| 配信開始日    | 配信時間           | 配信サイト         | 備考                            |
| ------------- | ------------------ | ------------------ | ------------------------------- |
| 2017年1月7日  | 日曜 12:00 更新    | GYAO!              | 第1話無料、2話以降1週間限定無料 |
| 2017年1月8日  |                    | U-NEXT             | 見放題 初回31日間無料           |
| 2017年1月12日 | 木曜 12:00 更新    | dアニメストア      |                                 |
|               | 木曜 23:00 - 23:30 | ニコニコ生放送     |                                 |
| 2017年1月13日 | 金曜 12:00 更新    | ニコニコ動画       | 第1話無料                       |
| 2017年1月15日 | 日曜 12:00 更新    | バンダイチャンネル | 第1話無料                       |

## 反響
早朝や夕方のアニメを思わせるようなほのぼのとした作風と「フレンズ」たちの直感的な言動（通称「フレンズ語」）が反響を呼び、Twitter上では「君は○○が得意なフレンズなんだね!」といったつぶやきが相次いだ。オープニングテーマである「ようこそジャパリパークへ」がiTunesの総合ランキングで一時3位を記録したほか、シンガーソングライターの星野源は自身がパーソナリティを務めるラジオ番組『星野源のオールナイトニッポン』で本作のオープニングテーマ「ようこそジャパリパークへ」を1日60回聞いていると絶賛した。星野は最終話を視聴後、自身のトークイベントでもけものフレンズを取り上げ「すっごい少人数で作っているアニメらしいんですけど、“こういうことがやりたいんだ!”という情熱が迫ってくる感じがしてグッときましたね」とコメントした。ロックバンド・GLAYのギタリスト、HISASHIも視聴しており、第11話を視聴後に「ようこそジャパリパークへ」のギターアレンジをニコニコ動画に投稿した。
また、インターネット上には本作の二次創作が公開されたほか、「フレンズ」たちのセリフを基にしたプログラミング言語（BrainfuckやPrologの亜種）を開発する者も現れた。
2017年2月15日にNHK総合のニュース番組『ニュースチェック11』が『けものフレンズ』を取り上げ、アニメをきっかけに実際の動物を見ようと「動物園に行ってきた」という人の投稿がSNS上で増えていると報道した。ハフィントン・ポストが東京・日野市の多摩動物公園に問い合わせると「『けものフレンズ』がきっかけで来園者が増えているかどうかは何とも言えませんが、動物園に興味・関心をもっていただけるのはありがたいです」と話した。けものフレンズの公式Twitterもこのことに反応し「応援してくれる皆さんが動物園へ足を運んでくださるのが何よりうれしいです。プロジェクト立ち上げ当初から話していたことなので」とツイートした。
ニコニコ動画で配信されている本作の第1話の再生回数が配信から1か月で100万回を突破した一方で、先述の通りゲームのサービスは既に終了して再開の予定もなく、『月刊少年エース』で連載されていた漫画版はアニメの人気に火がつく直前の1月26日に発売された2017年3月号で最終回を迎えてしまい、HiBiKi Radio Stationで配信されているラジオは毎週から隔週放送へと縮小され、アニメの人気とは逆にどんどん他メディアは終了・縮小している。このことを取り上げたねとらぼのコンタケは「プロジェクトがうまくいっていなかった」「アニメの放送も終わったらひっそりとプロジェクト自体を畳んで終わり……という流れになりかけていたところに起こったのが今回のフレンズ大フィーバー」と評した。
ニコニコ生放送での3月23日の第11話配信が、「アクセスが集中しております」というエラーメッセージが表示され、視聴できないトラブルが発生した。これを受けてけものフレンズの公式ツイッターが「本日の『けものフレンズ』第11話のニコニコ生放送の配信において、瞬間的なアクセス集中が発生し、視聴画面にアクセスしづらい状況が発生しました。ご迷惑をお掛けしまして申し訳ございません」と謝罪し、翌日の24日23時に再配信すると発表した。3月25日に配信されたテレビアニメ「けものフレンズ（けもフレ）」の振り返り一挙配信が、これまで1位だった魔法少女まどか☆マギカ（まどマギ）日台同時一挙配信（2011年6月配信）を超えて歴代ニコニコアニメスペシャル史上最多コメント数を達成した。配信終了後の「今日の番組はいかがでしたか?」というアンケートでは、「とても良かった」が97.6%と高評価だった。
本作11話の展開は話題となり、大分県の旅館であるつるや隠宅が2017年3月27日の休業の一因として挙げた他、シャープ公式SNSアカウントへシャープの技術力によるかばんの救出を願い出るユーザが出たことから、シャープ公式SNSアカウントができるなら私だってそうしたいと回答し、【おねがい】弊社が保有する技術や製品に、フレンズの未来を託すのはお控えください。重すぎて受け止めきれない。とコメントするに至った。
2017年4月5日のN高等学校の入学式の祝辞の中で、理事である角川歴彦が本作を知っているか新入生に尋ね、ほとんどの新入生が手を挙げた。
4月14日にはどうぶつビスケッツ×PPPがテレビ朝日系『ミュージックステーション』に出演、本作オープニングテーマ「ようこそジャパリパークへ」を披露した。歌唱前にサーバル役の尾崎由香が司会者のタモリに対して「動物で何か似ていると言われたことはあるか」と質問し、タモリは「イグアナかな」と答えると、尾崎は「すっごーい! タモリさんはイグアナのフレンズなんだね!」と反応し、タモリが困惑しながらも笑顔を振りまいた事が話題となった。後日尾崎は「あんなこと普通は絶対タモリさんに言えません、サーバルだったから言えたようなものです」と振り返っている。
NHK総合では4月15日 2:15 - 2:45（14日 26:15 - 26:45）に『ダーウィンが来た! 〜生きもの新伝説〜』のサーバルを取り上げた回「サバンナのネコ 強烈パンチ!（本放送：2007年12月16日）」を再放送。これは本作の終わったことを惜しむファンの急増を鑑みたものだとしている。
インターネット上のブームに対してアニメーション制作を担当したヤオヨロズの取締役・福原慶匡は「正直なにが起きているのか困惑していますが、吉崎先生とたつき監督が丁寧に企画を練り上げた結果と思います。ファンの皆さんがどんどん楽しみ方を見つけてくださるのでスタッフ一同、逆に皆さんの反応に楽しませていただいています」とコメントした。最終話放映後のインタビューで福原は、参考にした作品として『アイカツ!』を挙げ、夕方に放送しても大人も子供も観てもらえるような作品にしたいと思っていたと述べた。
テレビ東京の代表取締役社長・髙橋雄一（当時）は「私もウェブの書き込みを見ましたが、ああいう形で大きな話題になり、盛り上がるのが今のアニメのすごいところ。面白い現象だと思ったし、（ファンが）世界観の解釈にまで触れていたのには驚いた」「現在のアニメ文化を考えるうえでも興味深い作品でした」とコメントした。また2017年4月の定例会見では本作について自ら編成部に働きかけるほどの積極的に再放送への意欲を示した
。
番組最高視聴率は2017年3月29日未明（28日深夜）放送の第1期第12話（最終話）で記録した1.1%（ビデオリサーチ調べ、関東地区・世帯・リアルタイム）。
「けものフレンズBD付オフィシャルガイドブック」の1巻2巻の販売累計（1巻と2巻の合計）で12万部を突破していることがツイッター公式アカウントで公表された。また、2017年6月7日に発売されたドラマ&キャラクターソングアルバム「Japari Café」とオリジナルサウンドトラックが2017年6月19日付のオリコンチャート週間CDアルバムランキングにおいて、チャート史上初となるアニメ関連アルバムの1・2位独占を果たしている。
2017年7月21日、テレビ東京系列にて2017年8月14日から29日までの月曜日から金曜日の朝7時30分からの再放送が決定した。深夜枠で放送していたアニメ番組が放送終了からわずか4ヶ月半後に朝の時間帯での異例の再放送となる。テレビ北海道、テレビせとうち、TVQ九州放送では初放送となる。
2017年8月1日、ニコニコ動画で第1期第1話の再生数が933万回に達し、長らくニコニコ動画のアニメカテゴリの再生数で1位だった『ご注文はうさぎですか?』第1話を追い抜いた。
放送終了後からファンによりMMDアニメや紙芝居、漫画、イラストなどの二次創作が多数制作され、ネット上にアップロードされているが、公式側はこれらをガイドラインに乗っとったものであれば、制作を歓迎している。
2017年8月24日、ニコニコ動画の第1話の再生数がアニメタグ・公式配信動画で史上初となる1000万再生を突破した。
航空学校イー・フライトアカデミーの設立者が本作のラッピング飛行機をクラウドファンディングで実現する二次創作プロジェクトを行い、2017年11月3日から12月5日までキャラバンフライトを実施した。デザインには本作のキャラクターのほか、グレープ君も含まれた。
2017年11月、新語・流行語大賞2017にノミネートした。
2017年12月23日、「Twitterトレンド大賞2017」にコンテンツ・オブ・ザ・イヤー部門「Twitter Anime of the year」に選出され、監督のたつきがペンギンのかぶりもの姿で、降板騒動以降初めて公の場に姿を見せた。
本作のアライグマになりきる「アライさん」アカウントが放映以降Twitter上に広がり、2019年4月時点で2000アカウントを超えた。メンヘラ.jpを運営する小山晃弘によると、「アライさん」アカウント群はナラティブコミュニティの一種であり、自助グループの側面を獲得するに至っているという。その一因として、アライグマの口調を借りることによって社会的スティグマを軽減させられる点にあるのではないかと語っている。
サイエンス・オブ・ザ・トータル・エンバイロメント誌上にて"Zoos and animated animals increase public interest in and support for threatened animals"という論文が発表された。この論文は、アニメけものフレンズ第1作目放送時の作中に登場したフレンズの基となった動物のWikipediaの閲覧数やGoogleの検索数の調査、放送前後の動物園への寄付額の調査を通して、動物アニメと動物園の連携による可能性を示したものである。

## 評価

### 批評
ねとらぼのたまごまごは本作について「中毒性のある作風を持つ点では『ご注文はうさぎですか?』や『きんいろモザイク』に近いが、それらと異なり『けものフレンズ』は舞台やキャラクターなどの設定や、第2話以降のエンディングに廃墟の画像が使われている事など、内容に不安要素が多い」と評した。
評論家の東浩紀も第1話のAパートで視聴をやめたとTwitter上で発言した。「アニメ!アニメ!」の月乃雫も第1話の序盤については「ほぼ棒読みのフレンズとカバンちゃんの、ゆるゆると続く冒険に、『これは切ろう』と考えた人も多かったはず」と述べているが、その一方で終盤から登場したラッキービーストがフレンズたちを一切無視しかばんとのみ会話する様子を見て「闇を感じる」「不穏である」、ジャパリパーク内に錆びて放置されていたジャパリバスを見て「ジャパリパークが既に機能していない」、そんな中でハイテンションで話すフレンズたちを「狂気すら感じる絶妙なミスマッチ感」と評している。
R25の山中一生によればフレンズたちの会話（セリフ）を「相手を否定しない」「わかりやすいワンフレーズ」「オウム返し+感嘆」と分析したネットの声を紹介し、キャバ嬢の接客術と通じるものがあるという説を紹介した。
オタク評論家の岡田斗司夫もTwitter上で視聴を多く要望・依頼されたために鑑賞するとした上で、第1話を視聴しながら内容がつまらなく不快に感じている旨の返信をし、視聴後には「面白くなかったので、2話以降は見ません」と発言したものの、その後第2話も視聴していると明かしている。後にブログ記事にて第1期第7話まで見て「『ジャパリパーク』は人間に見捨てられた地ではないか」「まるで“アニメが終わったあとの世界”を見てる感じ」「物語の舞台は“遺跡”」との考察を述べた。
評論家の荻上チキがTBSラジオにて2017年4月14日放送の『荻上チキ・Session-22』のオープニングトークにおいて、「全話見たけども、すごく良かった」「ちゃんと動物について調べていて動物愛が感じられる」「違う者同士が尊重しあっている」「オープニングの『けものはいても、のけものはいない』という歌詞に世界観が描かれている」と本作品を非常に好感的に評価した。
評論家の多根清史も『この素晴らしい世界に祝福を!2』とともに作画を最優先とせずにヒットさせたと評価している。

### 受賞歴
- ニュータイプアニメアワード2016-2017主題歌賞（「ようこそジャパリパークへ」）[126]
- 青春ラジメニアラジメニアワード2017主題歌賞（「ようこそジャパリパークへ」）
- Yahoo!検索大賞2017アニメ部門[127]
- Twitterトレンド大賞2017Anime of the year
- アニメ流行語大賞2017銀賞 - 「わーい！　たーのしー！　すごーい！」[128]
- ネットユーザーが本気で選ぶ！2017年アニメ大賞 【人気No.1アニメ作品】、【人気No.1アニメキャラクター】（サーバル）[129]
- 第3回CGWORLD AWARDS大賞（ヤオヨロズ）[130]
- 東京アニメアワード2018 アニメオブザイヤー部門グランプリテレビ部門、監督・演出賞（たつき）[131]
- 第12回声優アワード歌唱賞（どうぶつビスケッツ×PPP）[132]
- ANiUTa AWARD2017シングルランキング部門（「ようこそジャパリパークへ」）[133]
- 第2回アニものづくりアワードアニメーションCM部門金賞（「どん兵衛×けものフレンズ「ふっくら」」）、銅賞（「ウマのフレンズ」）[134]
- 第49回星雲賞メディア部門[135]
- 平成アニソン大賞2010年 - 2019年作詞賞（「ようこそジャパリパークへ」）[136]

## 声優ユニット
けものフレンズアニメ1作目の声優を担当した声優によるユニット、「どうぶつビスケッツ」「PPP」が活動しており、この2つのコラボレーションユニットである「どうぶつビスケッツ×PPP」は第12回声優アワードの歌唱賞を受賞した。また、関連番組『どうぶつ図鑑2』から派生したユニット「ちく☆たむ」も存在する。
どうぶつビスケッツ
サーバル、アライグマ、フェネックの3人のフレンズを演じる声優からなる声優ユニット。アニメ1作放送前から活動していたが、2018年10月4日、世界動物の日に発売した『さふぁりどらいぶ♪』でメジャーデビューとなった。サーバル役は、尾崎由香、アライグマ役は小野早稀が担当。フェネック役は、結成から2019年7月29日の『けものフレンズPARTY』まで本宮佳奈が担当し、同年8月21日に美坂朱音がフェネック役を引き継ぐことが発表された。

## 関連番組

### ラジオ
『けものフレンズRADIO!!』が2016年11月21日よりHiBiKi Radio Stationにて毎週月曜日、2017年2月13日から隔週月曜日に配信されていた。パーソナリティは尾崎由香（サーバル役）、本宮佳奈（フェネック役）、小野早稀（アライグマ役）。2018年4月23日の44獣最終回をもって放送終了となった。
『けものフレンズ Presents フレンズ探検隊』（けものフレンズ プレゼンツ フレンズたんけんたい）が2017年10月4日より文化放送にて毎週水曜日21:00 - 21:30に放送されている。2018年1月24日からは、音声プラットフォームアプリであるHimalayaでも配信が開始され、限定おまけ番組と共に毎週水曜日に配信されている。パーソナリティは小野早稀、佐々木未来（ロイヤルペンギン役）、根本流風（コウテイペンギン役）。なお、2018年4月5日（編成上の日付は4月4日）からは『文化放送ライオンズナイター』開幕に伴い、『けものフレンズ Presents フレンズ探検隊2』に改題して木曜未明2:00 - 2:30（水曜深夜）の放送となった。10月以降は「和牛のモーモーラジオ」開始に伴い、土曜 21:00 - 23:00に放送中の『A&G TRIBAL RADIO エジソン』の枠内に移動して、約10分の箱番組として継続される事になる。12月以降はあにてれのスポンサー参加により『あにてれ Presents フレンズ探検隊2』に改題してあにてれでも配信。2019年3月16日放送回で同年3月30日で終了と発表した。
| 文化放送 ナイターオフ 水曜日 21:00 - 21:30                                                              | 文化放送 ナイターオフ 水曜日 21:00 - 21:30 | 文化放送 ナイターオフ 水曜日 21:00 - 21:30          |
| 前番組                                                                                                  | 番組名 | 次番組                                              |
| --- | --- | --------------------------------------------------- |
| 文化放送ウェンズデープレミアム （2016年度） ※21:00 - 22:00の1時間番組 2017年度は改題して土曜19:00へ移動 | けものフレンズ Presents フレンズ探検隊 （2017年度） | 下野紘・巽悠衣子の小説家になろうラジオ （2018年度） |
| 文化放送 木曜未明 2:00 - 2:30（水曜深夜）                                                               | |                                                     |
| リッスン? 2-3 ※2:00 - 3:00の1時間番組                                                                   | けものフレンズ Presents フレンズ探検隊2 ↓ あにてれ Presents フレンズ探検隊2 【2018年10月以降は土曜 21:00 - 23:00の 『A&G TRIBAL RADIO エジソン』枠内で放送】 | 和牛のモーモーラジオ                                |

### インターネット番組
『けものフレンズアワー』が2016年11月22日よりニコニコ生放送にて配信されている。2016年11月22日の第1回から2017年3月7日の第8回までは隔週火曜日、2017年5月26日から2018年4月18日までは毎月第3水曜日、5月23日からは『けものフレンズアワー2』に改題して毎月第3水曜21時30分に配信されている。レギュラー出演者は尾崎由香、本宮佳奈、小野早稀、佐々木未来、根本流風、田村響華（ジェンツーペンギン役）、相羽あいな（イワトビペンギン役）、築田行子（フンボルトペンギン役）。また、9月23日午前11時から東京ゲームショウでけものフレンズアワーTGS出張版が配信された。2019年1月21日からは『ミニけものフレンズアワー2』が配信。こちらは1時間編集なしの収録放送となっている。
『「けものフレンズ」presentsどうぶつ図鑑』が2017年10月5日より毎週木曜日にニコニコ生放送にて配信。MCはじゅん☆じゅん、レギュラー出演者は田村響華、築田行子。4月19日で一旦終了、5月10日からは『 - どうぶつ図鑑2』に改題してニコニコ本社内のニコぶくろスタジオから公開生放送をしていたが、12月27日に最終回を迎えた。
『けものフレンズ げーむぎゃらりー』が2017年11月20日より不定期でOPENREC.TVにて配信されている。12月7日に『 - げーむぎゃらりー2』に改題した。MCは山下まみ、レギュラー出演者は根本流風、築田行子、『 - げーむぎゃらりー2』からは天の声として関谷風次。

## 関連商品

### BD付きオフィシャルブック
プロジェクト全体の運営に関わる角川書店（KADOKAWA）から、けものフレンズプロジェクトA監修の形で発行された。「ブルーレイディスク付きオフィシャルガイドブック」の形態で販売され、アニメ本編を収録したBDが付属している。ガイドブックにはアニメ制作秘話や構想スケッチのほか、声優インタビュー、フレンズ大図鑑などが全6巻に連載の形で収録された。なお、DVDについてはレンタル専用でクロックワークスから販売されている。
| 巻 | 発売日        | 収録話          | ISBN              |
| -- | ------------- | --------------- | ----------------- |
| 1  | 2017年3月25日 | 第1話 - 第2話   | 978-4-04-105444-4 |
| 2  | 2017年4月26日 | 第3話 - 第4話   | 978-4-04-105449-9 |
| 3  | 2017年5月26日 | 第5話 - 第6話   | 978-4-04-105450-5 |
| 4  | 2017年6月24日 | 第7話 - 第8話   | 978-4-04-105451-2 |
| 5  | 2017年7月26日 | 第9話 - 第10話  | 978-4-04-105452-9 |
| 6  | 2017年8月26日 | 第11話 - 第12話 | 978-4-04-105453-6 |

### BD
日本語版
2018年12月21日にKADOKAWAからけものフレンズ ぶるーれいぼっくす（規格品番KAXA-9831、EAN 4988111909152）が発売された。全12話を2枚組に収録。特典として、2017年7月29日に行われたジャパリバスツアーぐんまちほー行きの音声を収録したCDが付属する。
英語版
2019年9月25日にDiscotek MediaからKemono Friends: Complete First Seasonが発売された。翻訳作業等はSoundCadenceが行っている。内容は2枚組、英語吹替版と英語字幕版を収録したものになっている。
クランチロールでの配信を基に再翻訳し、誤訳を修正したほか、英語吹替版では動物紹介が英語圏の飼育員による新規録音となっている。また、8話のPPPの大空ドリーマーに関しては歌詞を英語に合わせて変更、吹替声優による歌唱バージョンを作成して収録している。

### サウンドトラック
2017年6月7日にビクターエンタテインメントからTVアニメ『けものフレンズ』オリジナルサウンドトラックが発売された。品番はVIZL-1164。オリコン週間ランキング2位で、デイリーでも2位かつ推定日間売り上げ1万7832枚を記録した。
収録内容
| 全編曲: 立山秋航。 |                                             |           |          |      |
| #                  | タイトル                                    | 作詞      | 作曲     | 時間 |
| 1.                 | 「サンドスター」                            |           | 立山秋航 | 1:32 |
| 2.                 | 「ジャングルの中で」                        |           | 立山秋航 | 1:37 |
| 3.                 | 「風を感じて」                              |           | 立山秋航 | 1:44 |
| 4.                 | 「スコールが来た!」                         |           | 立山秋航 | 1:28 |
| 5.                 | 「凪」                                      |           | 立山秋航 | 1:38 |
| 6.                 | 「洞窟の奥」                                |           | 立山秋航 | 1:44 |
| 7.                 | 「水辺のやすらぎ」                          |           | 立山秋航 | 1:31 |
| 8.                 | 「とぼけた仲間達」                          |           | 立山秋航 | 1:36 |
| 9.                 | 「楽しい仲間達」                            |           | 立山秋航 | 1:57 |
| 10.                | 「けもの達のいきづかい」                    |           | 立山秋航 | 1:37 |
| 11.                | 「けもの達の哀しみ」                        |           | 立山秋航 | 1:36 |
| 12.                | 「セルリアン」                              |           | 立山秋航 | 1:26 |
| 13.                | 「不安な瞬間」                              |           | 立山秋航 | 1:35 |
| 14.                | 「てんやわんや」                            |           | 立山秋航 | 1:29 |
| 15.                | 「動物紹介」                                |           | 立山秋航 | 0:57 |
| 16.                | 「かわいい2匹」                             |           | 立山秋航 | 1:35 |
| 17.                | 「ほがらかな2匹」                           |           | 立山秋航 | 1:33 |
| 18.                | 「さわがしい2匹」                           |           | 立山秋航 | 1:44 |
| 19.                | 「お家ができた!」                           |           | 立山秋航 | 1:27 |
| 20.                | 「けもの達のたたかい」                      |           | 立山秋航 | 1:50 |
| 21.                | 「けもの達のクッキング」                    |           | 立山秋航 | 1:34 |
| 22.                | 「一筋縄ではいかないミーティング」          |           | 立山秋航 | 1:28 |
| 23.                | 「自然の中で」                              |           | 立山秋航 | 1:24 |
| 24.                | 「ほっこり温泉」                            |           | 立山秋航 | 1:09 |
| 25.                | 「けものおばけ」                            |           | 立山秋航 | 1:23 |
| 26.                | 「強大な敵」                                |           | 立山秋航 | 1:34 |
| 27.                | 「ようこそジャパリパークへ ～orgel ver.～」 |           | 大石昌良 | 1:48 |
| 28.                | 「フィナーレ」                              |           | 立山秋航 | 1:51 |
| 合計時間:          | 合計時間:                                   | 合計時間: | 43:47    |      |

### キャラクターソングアルバム
2作品発売された。
ドラマ&キャラクターソングアルバム「Japari Café」

キャラクターソングアルバム「Japari Café2」

## イベント
先行上映会
2016年12月14日に第1話を上映するイベントが行われた。
見逃し上映会
開催日の前週までに放送されたアニメの上映会とアニメキャストとスタッフのトークショーが行われた。全6回。日程や会場などは下記の通り。
| 回数   | 日程          | 会場                       | 上映話         | 出演者                                                                                  | 備考                                            |
| ------ | ------------- | -------------------------- | -------------- | --------------------------------------------------------------------------------------- | ----------------------------------------------- |
| 第1回  | 2017年1月7日  | Future SEVEN               | 第1話、第2話   | 尾崎由香、本宮佳奈、小野早稀、根本流風、田村響華、築田行子、相羽あいな[165]             |                                                 |
| 第2回  | 2017年1月23日 | Future SEVEN               | 第3話、第4話   | 本宮佳奈、小野早稀、根本流風、築田行子[166]                                             |                                                 |
| 第3回  | 2017年2月1日  | Future SEVEN               | 第5話、第6話   | 本宮佳奈、小野早稀、根本流風、田村響華、築田行子[167]                                   |                                                 |
| 第4回  | 2017年2月15日 | Future SEVEN               | 第7話、第8話   | 近藤玲奈、本宮佳奈、小野早稀、根本流風、田村響華、築田行子[168]                         |                                                 |
| 第5回  | 2017年3月19日 | 科学技術館サイエンスホール | 第9話、第10話  | 尾崎由香、本宮佳奈、小野早稀、佐々木未来、根本流風、田村響華、相羽あいな、築田行子      | ラジオ公開収録、ミニライブの開催も行われた[169] |
| 最終回 | 2017年4月15日 | 科学技術館サイエンスホール | 第11話、第12話 | 尾崎由香、本宮佳奈、小野早稀、佐々木未来、根本流風、田村響華、相羽あいな、築田行子[170] |                                                 |
一挙上映会
2017年3月5日にFuture SEVENにて第1話～第8話までの一挙上映をするイベントが行われ、キャストとスタッフによるトークショーやサイン会も行われた。
フレンズの会
2017年4月29日にユナイテッド・シネマ アクアシティお台場にて開催された制作スタッフのトークショーイベント。2017年6月3日には再公演も行われた。
全話オールナイト一挙上映会
2017年5月26日に新宿バルト9をメイン会場、全国の映画館をライブ・ビューイング会場とし、ニコニコ生放送のコメント入りでけものフレンズ全12話を上映するイベントが行われた。キャスト出演のスペシャルステージも行われた。
もりのおんがくかい
本作で使用された立山秋航による劇伴のオーケストラコンサート。

けものフレンズ 吉崎観音コンセプトデザイン展
本作の制作に関連する吉崎観音によるコンセプトデザインの展示会。

## コラボレーション
- ケロリン桶 - 2017年3月25日からキタキツネ、ギンギツネのイラストと9話の台詞入りコラボ桶が販売された[175][176]。
- nicocafe - 2017年4月18日から5月2日の期間に、コラボカフェを開催した[177]。
- 清正製菓 - 2017年のゴールデンウィーク期間に地震により被害を受けた熊本市動植物園のための寄付金付きコラボオリジナルクッキーを発売した。オリジナルクッキーの売り上げの一部は動植物園に寄付される[178]。
- 東武動物公園 - 2017年4月22日から6月25日の期間に、コラボ「〜とうぶフレンズに会いに行くのだ!〜」が開催された。作中のアイキャッチの動物紹介では「おねえさん」・「おにいさん」と称されていた飼育係による特別動物ガイドやアニマルガールのパネル展示、アライグマ役声優・小野早稀による事前収録による園内アナウンス等が企画され、初日には500個用意された缶バッジが一時売り切れになった[179][180]。北海道大学観光学高等研究センターの教授である山村高淑は「けものフレンズは動物の習性や特徴をうまく表現している。ファンは動物園を訪れ、キャラクターとモデルになった動物の比較を楽しんでいる」と語り、アニメ作品における聖地巡礼と、それに伴うマーケット開拓の形態の新発展として評価している[181]。
  - 設置されたパネルのうち、フンボルトペンギンのフルルにおいては同公園で飼育されていたフンボルトペンギンのグレープ（オス・21歳）がパネルのそばから離れなかったことから、コラボ終了後も継続して設置されており、10月11日にグレープの体調が変化し、12日に死ぬまでそのそばに置かれていた[182]。14日、同公園内に設置されたグレープの献花台には吉崎観音によるイラストが寄贈され、ツイッター上でけものフレンズの関係者から哀悼のメッセージが送られた[183][184][185]。
- Meeting Zoo Friends! - 2017年4月28日から5月31日までを開催期間として、札幌市円山動物園・千葉市動物公園・京都市動物園・福岡市動物園の4カ所の市営動物園内のショップとのコラボによるグッズ販売されることになった[186]。
- ファミリーマート - 2017年4月24日からコラボレーション企画である「けものフレンズブロマイドプリント」が提供されたが、4月25日にはアクセス集中でのサーバーダウンで販売一時停止となり、27日に再開される事態となった[187][188]。
- 豊橋総合動植物公園 - 2017年4月29日、吉崎観音が寄稿したサーバルの展示開始記念ポスターが公開され[189]、5月3日から7日には同園で展示している動物のうちアニメに登場する12種を巡るスタンプラリーを開催した[190]。同園ではさらに、同年7月22日から9月24日にコラボイベントを開催[191][192]。2018年1月2日から4日にクイズラリーを[193]、同年3月17日から5月20日には2回目のコラボイベントを開催している[194][195][196]。
- JRA - 2017年6月30日よりコラボ特設サイト、JRA×けものフレンズ「ウマのフレンズ」を開設。オリジナルのサラブレッドのフレンズの紹介の他、アニメスタッフによる[197]動物解説動画『教えて獣医師さん!』も配信され[67]、2017年8月9日には新作コラボアニメのすぺしゃる動画『けいばじょう』が配信された[17]。
- RCCカープナイター（RCCラジオ） - 2017年7月7日より、中国放送（RCCラジオ）が放送している広島東洋カープのプロ野球ナイトゲーム中継番組『RCCカープナイター』にて、アライグマ役声優・小野早稀によるジングルが流れるようになった。アライグマと当時広島の選手でもあった新井貴浩のアライさん繋がりがきっかけでこの企画が実現した。
- 群馬サファリパーク - 2017年7月29日、コラボツアー「ジャパリバスツアー ぐんまちほー行き」を開催。同パークの見学のほか、ツアー参加者のみが観覧できるイベントが行われた[注 22]。また、このコラボに合わせてスマトラゾウ、エランド、ムフロンが新たにフレンズ化された。wakoによるレポート漫画が発表されている[198]。なお、バス内では本作に出演する声優たちの録りおろしによる案内音声が流され、これはBlu-ray BOXの特典としてCD化された。
- 南海電気鉄道 - 2017年8月1日から同年9月15日までの間みさき公園とのコラボイベントに伴い、南海本線・空港線の車両（南海9000系9513F）と高野線の車両（南海6200系50番台6551F）にスマトラトラのヘッドマークが装着された[199]。また、イベント終了後の10月19日にみさき公園にカットボディとして展示されている南海7000系7041Fに同様のヘッドマークが設置された[200]。
- 超かわいい映像連発!どうぶつピース!!(テレビ東京) - 2017年8月11日から9月1日までの4週連続でサーバルが番組コーナー『投稿ペットでピース』にゲスト出演。サーバルが投稿動画を紹介する[201]。
- どん兵衛(日清) - コラボレーション映像『ふっくら』が公開された。商品に入っている油揚げにちなみ、登場するフレンズにはギンギツネとキタキツネが起用された[202]。
- 楽天市場 - 2017年10月6日から、ハロウィンメイクとしてけものフレンズ公認「アニマルメイク」という企画が行われた。サーバルメイク、ロイヤルペンギンメイク、アミメキリンメイク、トキメイクが紹介された[203][204]。
- がたふぇす - 2017年10月21日から同年10月22日までの間、コラボ「万代ジャパリパーク」が開催。新キャラのクロトキの限定グッズも販売された[205][205]。
- 京王電鉄 - 9月21日から10月22日までスタンプラリーを実施。また、動物園線の車両である京王7000系7801F（Tamazoo Train）に週替りでキャラクターのヘッドマークが設置された。また、車内放送をサーバル役の尾崎由香が担当することになった[206]。

## 騒動

### 監督降板騒動
2017年7月26日、同日配信分の『けものフレンズアワー』にて『けものフレンズ』アニメ第2期の制作が発表されたが同年9月25日、監督のたつきが「ざっくりカドカワさん方面よりのお達し」という内容のアニメ第2期の製作から外れることになった旨を自身のTwitter上で発言。
これに対し、発表直後にネットで「たつき監督辞めないで!」と題された署名運動が行われ、一晩で2万人を超える賛同者が集まった。さらにニコニコ動画で配信されている第1期第1話には、降板発表直後からKADOKAWAに対する批判のコメントや、ニコニコ動画を運営するドワンゴ自体がカドカワの系列であることからプレミアム会員の解約宣言などが書き込まれ続けた。また、降板の発表やそれに対する反響を不安視してKADOKAWAの株価が下落した事を日本経済新聞が報道した。
メディアからの降板に関する取材に対し、ヤオヨロズとジャストプロは担当者不在で取材拒否という形をとった。
9月27日深夜に、製作委員会のけものフレンズプロジェクトAより「『けものフレンズ』の映像化プロジェクトに関するご報告」と題する声明文が公開され、8月に入った段階でヤオヨロズの側から制作を辞退するとの申し出があり、第2期については白紙の状態であると発表した。
文書ではヤオヨロズの辞退に至った要因として「関係各所への情報共有や連絡がないままでの作品利用」が挙げられていたため、コラボに問題があったのではないかとして関連企業に対し問い合わせが相次いだ。『けものフレンズ』とのコラボ企画を展開中のJRAや日清食品は、9月27日に両者ともコラボサイトに「この企画は当初からKADOKAWAとの正規の許諾のもとに制作された」と追記した。また、「KADOKAWAが監督を解任させた」という噂に対し、同社は「KADOKAWA側から個別に連絡をしたわけではない」として、これを否定した。
9月28日、製作委員会に参画しているテレビ東京社長の小孫茂は、同局での定例会見にてこの問題に言及し、「個人の見解は差し控える」としながらも、「私どもも、全国、世界のファンと同じ思い。なんとか将来、すでに発表されている第2弾ができる方策を模索できれば。それが実現できるように、実現できて、ファンの皆さんに喜んでいだけるような努力を惜しまないつもりです」と話した。
10月3日、KADOKAWA代表取締役専務執行役員の井上伸一郎が、この件に関して製作委員会とヤオヨロズ側との意見の間に大きな溝があることが分かったとTwitterにて言及した。また、「監督降板」と述べている。それを受けてヤオヨロズ役員の福原慶匡も、井上専務を交えてKADOKAWA側と今後についての話し合いを始めることを表明した。
10月、岡田斗司夫がFacebookを通じて事情を知る複数の関係者から「名前を出さない」「内容を明かさない」ことを条件に聞き出した情報を大まかにまとめた動画を自身のYouTubeチャンネルで公開した。それによると今後の展開をどうするのかについて意見の対立があり、その結果としての降板であったと述べている。
12月27日、ヤオヨロズの福原慶匡取締役はTwitterを通じて最終的にこの決定が覆らなかったことを報告した。また、公式の発表にあるような情報共有に関する問題は存在せず、降板についても辞退などではなく委員会からの一方的な通達であったという認識を示した。
テレビ東京では、2018年1月1日に細谷伸之が本人のTwitterで「ヤオヨロズからお断りをされた」と、前年9月27日の声明文を追従する形で、ヤオヨロズからの辞退を強調した。
2018年6月20日、カドカワの株主総会にて株主からたつき監督をなぜ解任したのかという質疑に対して、専務の井上伸一郎は、「ご理解いただきたいのは、KADOKAWAは13社の出資会社の1つで、幹事会社ではないということ。決定権はない。主導的立場と言われているが、製作委員会の一員でしかない。その上で、たつき監督を解任したのはKADOKAWAだけの意志ではなく、各社の統一した意見」「たつき監督解任というより、制作会社が製作委員会の要望に必ずしもマッチしなかった。たつき監督のツイートの後、私と川上で一緒に制作会社に会って意見や要望をうかがった。製作委員会各社にも個別に話を聞いた。その上で合わないとなった」「いろんな提案をしたが、監督降板というより制作体制の折り合いがつかなかった。もちろん、たつき監督のすばらしい才能と貢献には感謝している。第二期はまだ未定。『けものフレンズ』はゲームやステージなどを総称したプロジェクトなのでこれからも見守ってほしい」と回答した。2017年9月27日に公開された声明文の「ヤオヨロズ側の辞任」はこの回答と矛盾している。
2019年6月25日、テレビ東京の株主総会にて「一方的な降板は優越的地位の乱用や不当な給付内容の変更に該当するのでは」「株主からたつきの脚本費と脚本印税が未払いは下請法に違反しているのではないか」という質疑に対して、テレビ東京の田村明彦は「脚本費と二次使用は契約書に則り支払いをしている」「交代については制作委員会の総意であり、アニメ業界ではままあることと認識している」と回答した。違法ではないかという質疑に対しては製作委員会に責任転嫁する形で否定を行っていない。アニメ放送時の脚本は田辺茂範であった為、誰に支払ったかを明言せず「契約書に則り支払い」だけでは田辺氏に支払ったか、少なくともたつきには支払っていない事になる（業務終了後60日以内に支払いを終えないと支払い遅延により下請法違反になる為、クレジット変更の5月25日より前にたつき・ヤオヨロズ側に脚本料を含めた制作費を支払う必要がある）。株主総会後のテレビ東京の株主総会の概要では、「違法ではないか」という文言は一切無く、6問あった質疑が中4問のみとなっていた。会社法で作成が義務付けられている株主総会議事録では、質疑6問が全て記載されていることが後に確認され、独占禁止法、下請法の文言も確認された。ただし、議事録を閲覧するためには対象企業の株を保有した上で煩雑な手続きを行う必要があり、一般人が目を通すのは困難である。

### 脚本費および印税未払いの主張
9月14日にたつきがTwitterにて、前記台本の盗作に言及する形で、自身もアニメ第1期の脚本費と脚本印税が未だに支払われていないことを表明した。KFPは今に至るまでこれらに対して一切声明を出していない。一方、当時の放送でテレビ東京のプロデューサーを務めていた細谷伸之は、一般論と前置きしたうえで、「たつき監督を含んだヤオヨロズさんとの契約、発注なのでそこから先のお金の流れは我々にはなんとも言えない」と、個人からの質問に答えた。脚本印税は二次利用者が脚本家に支払うものでヤオヨロズと無関係の為質疑が出たが誰に支払ったかの明言を避け、言及されると「学生さんですか？」と視聴者を挑発する返答を行い曖昧なまま会話を打ち切った。その後たつきは、状況が変化した場合の報告と、詳細を説明する可能性について言及した。現在でも各配信サイトの説明文では脚本のクレジットが田辺茂範となっており、KFP公式の声明と食い違っている。これは著作者名を偽って著作物を頒布することを禁止する著作権法121条に抵触している可能性がある。

### アニメ設定およびアニメ絵の流用疑惑
2018年2月3日、ヤオヨロズ株式会社の福原慶匡取締役は、けものフレンズのゲームにアニメ設定やアニメ絵の無断流用の疑いがあるとの認識を示し、調査に入ることを公表した。このことがSNS上で話題になったが、メディアの取材に対してヤオヨロズは担当者不在という形で取材拒否を行った。
2018年2月22日、『けものフレンズ: ぱずるごっこ』が配信。
2018年2月24日、けものフレンズ公式Twitterアカウントから、ゲームに使用されている素材は正当な許諾のもと使用しているというツイートがあった。また、アプリ開発元のファンプルストリームは、「サービス開始時のチェック漏れ」があったとしたうえで、「ゲーム化に伴う権利や許諾は適切に処理を行った」と発表した。リリースされたゲームにて違法ダウンロード音源が使用されていることが判明。著作権者が利用する場合は違法音源でも法的には問題ないが、モラルや権利関係の処理に疑問が残った。

### 関係者への殺害予告
2020年4月からけものフレンズ監督のたつきやけものフレンズ2に出演した声優の石川由依など複数に対し殺害予告が行われていた。同年の6月3日にたつきに殺害予告をしたとして、京都府の20代男性が逮捕されており、石川由依の所属事務所も6月4日に犯人逮捕の報告をしている。
2020年5月6日に本件に関連してたつきは、大手まとめサイトが怒りや対立を煽り業界に泥をかけながら反社会的な金稼ぎを増大し、その扇動の実害が無視できないものになっていると抗議しており、本件の捜査でもまとめサイトの悪質さが警察との話に上がっていると語った。これを受けて、殺害予告がたつき監督を支持する者による犯行だと断定する記事を掲載していたまとめサイト「やらおん！」が記事を削除し、謝罪を行っている。